# Manuel Fernández Silvestre
Manuel Miguel Fernández Silvestre — souvent désigné par le patronyme de sa mère : Silvestre — (El Caney, Cuba, 1871- Anoual, Maroc, 1921), était un militaire espagnol, qui remplit les fonctions de commandant général de Ceuta (1919-1920), puis de Melilla (1920-1921), pendant les guerres coloniales dans le nord du Maroc, et qui est considéré comme le principal responsable de la catastrophique défaite espagnole à Anoual en 1921.
Après une formation à l’Académie militaire de Tolède, il fut versé dans des unités combattantes à Cuba, alors encore possession espagnole, pour y combattre les indépendantistes cubains, et se signala par son tempérament vif et son intrépidité. Grièvement blessé avec séquelles permanentes, il rentra auréolé en métropole, après la défaite de l’Espagne dans sa guerre avec les États-Unis, et sollicita au bout de quelques années une affectation au Maroc. Nommé à Larache en 1904, il s’initia à la langue arabe et occupa différentes hautes fonctions policières et militaires, en gravissant rapidement les échelons pour mérites de guerre. Comme chef de la police chérifienne à Casablanca, il contribua à assurer, en concurrence avec la France, l’emprise coloniale de l’Espagne sur le pays Jbala. Désigné commandant général de Larache après la signature du traité de Fès de 1912 (qui instituait le Protectorat espagnol au Maroc), il allait se montrer peu enclin à se conformer à la politique de son gouvernement, lequel souhaitait asseoir son autorité dans sa zone d’influence sur une bonne entente et coopération avec les notables et chefs coutumiers ; en particulier, Silvestre échoua à exploiter en ce sens son amitié avec le chérif Raïssouni et dut faire face, après avoir eu la maladresse de l’offenser, à une révolte générale au pays Jbala, qu’il sut certes réprimer efficacement. Son inaptitude diplomatique lui valut en 1915 d’être rappelé en métropole, où il exerça comme aide de camp du roi et noua avec lui des relations d’amitié. En 1919, à la suite d’une violente contre-offensive de Raïssouni, Fernández Silvestre fut rappelé au Maroc et nommé au poste de commandant général de Ceuta, auquel titre il réussit à vaincre définitivement le caïd rebelle.
En 1920, à l’instigation du haut-commissaire Berenguer, Fernández Silvestre se vit confier le poste de commandant général de Melilla, dans la partie orientale du Protectorat. Il conçut alors un plan de conquête d’une série de localités et de tribus rifaines de sa zone, plan qu’il mit en œuvre, avec sa célérité habituelle et un faible coût en pertes humaines, de mai 1920 à février 1921 (s’emparant notamment d’Anoual en décembre 1920), sous les éloges de son ministre de tutelle Eza et de son supérieur Berenguer. Après une pause dans les opérations militaires, Silvestre, reprenant son offensive, poussa début juin 1921 une colonne plus avant vers l’ouest, en direction de la baie d’Al Hoceïma (objectif stratégique ultime), lui fit traverser le fleuve Amekrane et installa un poste militaire sur le mont Dhar Ubarran, proche du territoire de la kabila réfractaire de Beni Ouriaghel. Cette action, interprétée par cette dernière comme l’amorce d’une conquête militaire, suscita aussitôt une contre-attaque rifaine contre la nouvelle position, qui tomba le jour même. Poursuivant sur sa lancée, la harka rifaine, enhardie par son succès, mit le siège devant le camp d’Anoual, dont Silvestre, revenu sur les lieux, dut ordonner l’évacuation le 21 juillet. Cette retraite, qui dégénéra en débandade sous le feu des Rifains, fut la première d’une succession de replis précipités, jusqu’aux portes de Melilla, avec un solde de près de 10 000 tués dans les rangs espagnols.
La responsabilité de cet épisode, passé dans la conscience collective espagnole comme « désastre d’Anoual », est généralement attribuée à Silvestre, qui, bravache et impulsif, aurait par gloriole militaire voulu prendre de court Berenguer (qui menait de son côté, au départ de Tétouan, une offensive d’ouest en est), et s’emparer d’Al Hoceïma avant celui-ci, en prenant des risques inconsidérés et en dédaignant le volet politique et diplomatique censé accompagner la pénétration espagnole. Ses rapports avec Berenguer (rivalité ou amitié), sa coordination avec lui (Silvestre avait-il, après concertation en règle, été autorisé à effectuer sa percée sur Dhar Ubarran, ou fit-il cavalier seul ?) et ses qualités militaires (incompétence stratégique générale, ou seulement erreur d’appréciation incidentelle) font l’objet de débats entre historiens. Dans le rapport d’instruction judiciaire rédigé en juillet-août 1921 sur demande des autorités militaires, l’action de Fernández Silvestre était qualifiée de « téméraire », et celle de Berenguer taxée de « négligence ». Les circonstances de sa mort (suicide ou mort sous les balles rifaines) restent non élucidées.

## Biographie

### Jeunes années et formation
Né à El Caney, à 5 km de Santiago de Cuba, dans la zone orientale de Cuba, Fernández Silvestre était le fils du lieutenant-colonel d’artillerie à la retraite Víctor Fernández y Pentiaga, originaire d’Olloniego, faubourg d’Oviedo, qui n’était passé par aucune académie militaire et avait fait carrière dans des unités combattantes à Saint-Domingue et à Cuba, et d’Eleuteria Silvestre Quesada, que Víctor Fernández avait épousé en secondes noces en janvier 1871,,,.
La famille revint en Espagne et se fixa à Madrid, où Manuel obtint en 1887 son baccalauréat à l’institut Cardinal-Cisneros. Le 30 août 1889, à l’âge de 17 ans, il s’inscrivit à l’Académie générale militaire de Tolède, où il eut pour condisciple un autre étudiant cubain, Dámaso Berenguer, de deux ans son cadet. Le 9 juillet 1891, Fernández Silvestre troqua l’Académie de Tolède pour celle de cavalerie à Valladolid, dont il sortit diplômé en mars 1893, à l’âge de 21 ans, au 28e rang sur les 77 de sa promotion, avec le grade de sous-lieutenant (lieutenant en second) de cavalerie,,.

### Affectation à Cuba
Pour sa première affectation, Fernández Silvestre fut versé dans le 27e régiment de chasseurs María Cristina, où il resta jusqu’à fin mai 1895, date à laquelle il fut envoyé à Cuba, au sein du régiment expéditionnaire de cavalerie Tétouan. Débarqué à Nuevitas le 15 juin, il fut promu premier lieutenant le 31 juillet à l’âge de 24 ans,,.
En février 1896, alors que l’île était sous le mandat du capitaine général de Cuba Valeriano Weyler, partisan d’une attitude implacable vis-à-vis des maquisards indépendantistes cubains (les mambises), Fernández Silvestre fut muté vers le régiment expéditionnaire El Príncipe no 3, dans lequel il servit jusqu’à fin août 1898. Pendant son séjour à Cuba, il se signala par son courage, son tempérament et sa pugnacité, et forgea la légende de sa « bonne étoile ». Il participa à plus d’une trentaine de combats (sans compter les nombreuses escarmouches, actions de reconnaissance, patrouilles, etc.) et fut décoré et félicité par Weyler et par le gouvernement à plusieurs reprises,,,.
Silvestre fut donc deux années de suite en opération et connut son baptême du feu le 8 mai 1896, lorsqu’il prit part au combat d’Arango contre les mambises, lors duquel il chargea plusieurs fois à la tête de son escadron, infligeant par arme blanche 28 morts à l’ennemi. Fernández Silvestre pour sa part reçut cinq blessures par balle et son cheval y laissa la vie. Les mambises l’attachèrent aux branches d’un arbre et lui portèrent onze coups de couteau, avant de le laisser pour mort. Secouru, il fut transporté dans un état très grave, quasi exsangue, à l’hôpital de Morón, où il parvint à se rétablir. Le 11 août de la même année 1896, Weyler lui accorda un congé de maladie de quatre mois, qu’il passa en métropole.
De nouveau sur les rangs, Fernández Silvestre manqua d’être tué le 2 décembre 1896, à Sábana de Maíz, dans la sierra del Rosario, lorsqu’une balle lui frôla le front. Sa vaillance et son tempérament hors du commun se manifesta avec évidence lors de l’action de Pinar del Río les 13 et 14 décembre 1896 quand, après que trois chevaux eurent été tués sous lui, il réussit à s’emparer d’un quatrième et à retourner au combat. Le 10 juillet 1897, souffrant de « grande fièvre intermittente » (soit un accès de paludisme), il fut admis à l’hôpital de Placetas. Le 30 septembre de la même année, alors âgé de 26 ans, il fut élevé au grade de capitaine en récompense de ses mérites en campagne,.
Le 11 janvier 1898, dans l’action de Potrero de la Caridad, haras perdu dans la brousse non loin de la ville cubaine de Camaguey, Fernández Silvestre fut touché de deux balles lors de la première charge en avant-garde qu’il effectua à la tête de son escadron, puis, pendant la seconde charge, par trois balles et treize coups de machette, qui l’atteignirent à la tête, au tronc et aux extrémités, ce qui lui causa, en plus de cicatrices permanentes très visibles, une grave infirmité du bras gauche, que cependant il saura par la suite adroitement dissimuler,,,. Il fut promu en septembre 1898 commandant pour mérites de guerre, en particulier pour ses prouesses à La Caridad.
L’entrée en guerre des États-Unis contre l’Espagne, au motif de l’explosion, survenue dans des circonstances non élucidées à bord du cuirassé USS Maine, allait déboucher sur la capitulation de Santiago de Cuba le 16 juillet 1898 et à l’armistice conclu le 12 août de la même année. Notablement, quelques-unes des actions militaires les plus décisives de la campagne américaine dans l’est de Cuba avaient eu lieu à El Caney, ville natale de Fernández Silvestre.

### Retour en Espagne (1898)
Lorsque l’escadre de Cervera, qui tenta de briser le blocus à Santiago de Cuba en juillet 1898, fut foudroyée par celle de Schley, et que le général Toral étudiait les modalités d’une reddition aux troupes américaines de Shafter, laquelle reddition devait avoir lieu 14 jours après, Fernández Silvestre était encore convalescent et n’avait quitté l’hôpital de Morón que peu de temps auparavant. Capitaine de renom, il sortit de la guerre couvert d’un total de 22 cicatrices, dont plusieurs avec lésions concomitantes d’entrée et de sortie (par balle), qui lui avaient été infligées à La Caridad, et ne devait pas être jugé apte au service actif avant avril 1899. Dès le 29 août 1898, alors encore commandant, il débarqua à La Corogne, élut domicile à Alcalá de Henares et servit dans plusieurs régiments de cavalerie à Madrid et Saragosse. Le 15 décembre 1899, il épousa (après obtention de l’autorisation y afférente) Elvira Duarte Oteiza, réputée d’une grande beauté, avec qui il eut deux enfants : Elvira et Manuel, lequel, ayant embrassé à son tour la carrière des armes, était enseigne (alférez) au moment où se produisit le désastre d’Anoual et qui devait mourir dans la guerre civile en 1937,,.

### Carrière militaire au Maroc

#### Affectation à Larache (1904)
En 1904, après des affectations dans divers régiments de la métropole, Fernández Silvestre, ayant sollicité un poste au Maroc, fut destiné à la garnison de Melilla, pour y commander l’escadron de chasseurs Alcántara, et se fixa dans cette ville avec sa famille,,. En janvier 1907, sa femme décéda inopinément d’une hémorragie cérébrale, laissant Fernández Silvestre veuf à l’âge de 36 ans, et le conduisant à se réfugier dans l’activité professionnelle et dans l’étude. Aussi entreprit-il, dans un désir sincère de mieux comprendre la société marocaine, d’étudier sur trois ans la langue arabe à l’école officielle d’arabe de Melilla, et se vit délivrer en 1908 au terme des trois années d’études le diplôme et le brevet d’interprète attestant sa « complète possession de l’arabe », en plus d’un prix d’excellence de deux mille pesetas « eu égard aux brillant résultat obtenu aux examens », ayant en effet obtenu la note la plus élevée (« muy bueno ») sur les quatorze élèves (dont 13 militaires) participants,,. Dans le cycle de cours de 1908, l’épreuve qui donnait droit au titre d’« interprète en arabe » avait consisté en « la traduction de plusieurs manuscrits » et en « une conversation » avec un membre enseignant de l’école ; le hasard voulut que l’un des examinateurs de l’épreuve orale était — outre Si-al-Lal El Uarty, négociant cultivé de Melilla — un professeur d’arabe presque inconnu et de caractère réservé, Abdelkrim el-Khattabi, alors âgé de 26 ans et fils d’un des notables les plus influents de la kabila des Beni Ouriaghel d’Ajdir, Mohamed Abdelkrim, qui lui attribua la mention « excellent »,,,.

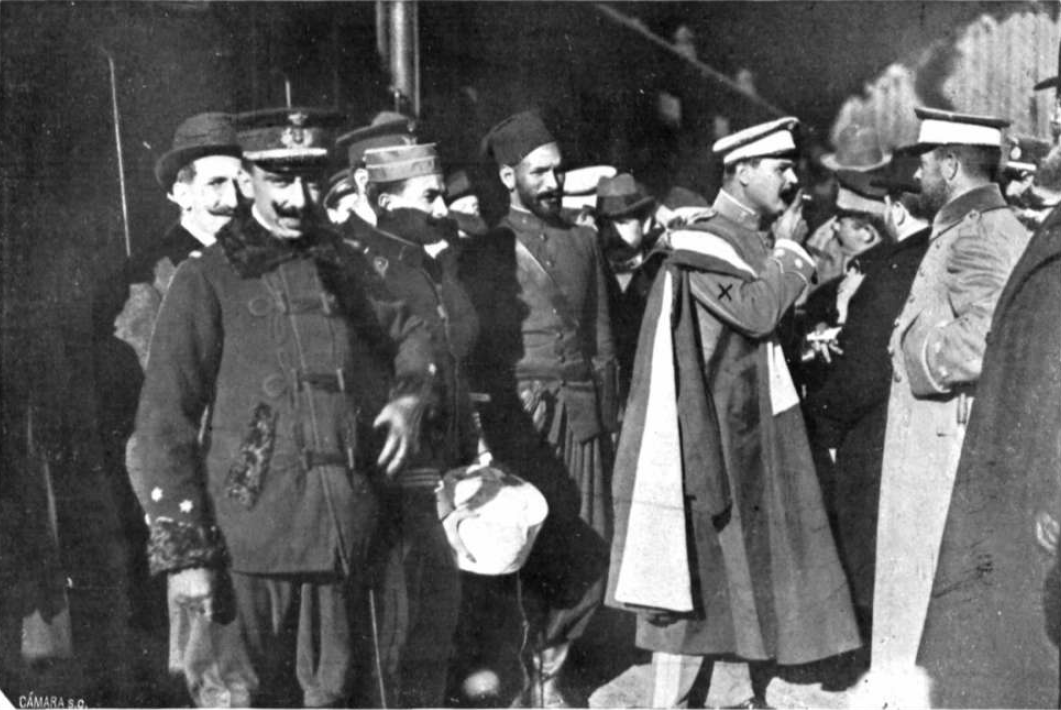
Le lieutenant-colonel Fernández Silvestre (à droite, portant l’écharpe), commandant en chef des forces espagnoles à Larache et à Ksar El Kébir, à son arrivée à Madrid à la fin de 1911.

En juillet 1908, il fut muté à Casablanca, où le ministre d’État, de concert avec le nouveau sultan Abd el-Hafid, l’avait désigné commissaire en chef du 4e tabor (bataillon) de la « Police extraurbaine de Casablanca » (Police chérifienne). Le mois suivant, en plein processus d’intervention franco-espagnol, il fut également chargé du commandement des forces espagnoles débarquées à Casablanca,, où il remplit une mission de surveillance dans la ville, qui avait été récemment dévastée sous l’effet d’abord du pilonnage par une flottille française, puis, du 30 juillet au 7 août 1907, de la violente mise à sac par des tirailleurs sénégalais et par les troupes de la Légion étrangère — opération punitive menée en représailles de l’assassinat de neuf ouvriers européens (parmi lesquels trois Espagnols) et qui provoqua la mort de quelque deux mille personnes,,.
Dans les années suivantes, il collabora et aida de ses conseils à la formation des tabores indígenas (bataillons de supplétifs), tant à Casablanca qu’à Fès, Marrakech, Tanger, Tétouan, Larache et Ceuta.
Sa conduite à Casablanca, en phase avec la politique du gouvernement Canalejas, lui valut de recevoir le 23 juillet 1910 le titre de gentilhomme de chambre effectif (« con ejercicio ») du roi d’Espagne ; cette fonction, quoiqu’essentiellement honorifique, suffit à fixer sur lui l’attention du roi Alphonse XIII et à fournir l’occasion à Silvestre de lui exposer sa vision des affaires marocaines. Le 27 février 1909, à l’âge de 37 ans, il monta au grade de lieutenant-colonel par effet d’ancienneté, et se vit décerner la croix de la Légion d’honneur par le président de la République française.

#### Carrière au pays Jbala (Ceuta-Tétouan-Larache-Chefchaouen)
En 1911, Silvestre fut déplacé de Casablanca à Larache, où il prit la direction des troupes espagnoles dans ce secteur. Étant accaparé par ses tâches d’inspection des tabors de la Police indigène à Tanger, Tétouan et Larache, tâches qui l’amenèrent à chevaucher 800 kilomètres dans le pays Jbala — de Ceuta et Assilah jusqu’à Ksar El Kébir (Alcazarquivir en espagnol) et Ouezzane —, il lui fut épargné de participer aux affrontements du Ravin-aux-Loups (Barranco del Lobo en espagnol) de juillet 1909, où les régiments espagnols se délitèrent sous le feu des maquisards rifains et sous le coup d’épidémies.

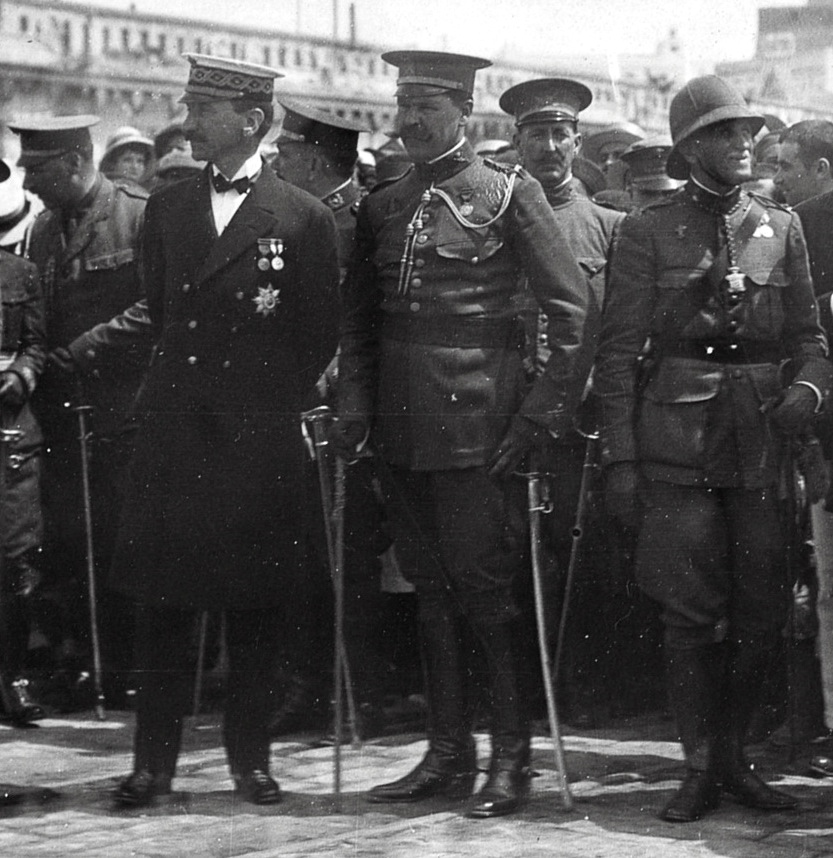
Le général Silvestre (au centre) en compagnie d’autres officiers supérieurs de l’armée de terre et de la marine (vers 1911).

En mai 1911, comme les esprits locaux étaient remontés contre l’Espagne, une nouvelle rébellion nationaliste éclata qui s’étendit jusqu’à Ksar El Kébir et Larache et lors de laquelle les Ibn Malek, clan autochtone allié à l’Espagne, furent assassinés à Larache et les colonies espagnoles, composées de négociants, de prêtres et d’enseignants, firent l’objet de sévices. José Canalejas, chef de file des libéraux, vit ainsi frustré son dessein de mettre en œuvre un libéralisme colonial et fut bientôt court-circuité par le roi Alphonse XIII qui, comme solution à la crise, s’empressa de confier à Silvestre le commandement des troupes de Larache et de Ksar El Kébir. Le 13 juin, les quelques rares Espagnols de Larache, craignant l’attaque des tribus rifaines, vinrent se retrancher sur les quais du port. Silvestre, après avoir reçu par télégraphe le 13 juin à Casablanca l’ordre du ministère d’État de s’embarquer pour Larache, prit le premier navire, débarqua le 19 juin à Larache et, sans s’embarrasser de conseillers, fort seulement de sa réputation et de ses manières tout à la fois bravaches, comminatoires et amicales, arrangea un entretien avec Raïssouni, renommé et influent chef local, doté d’un grand pouvoir, et réputé ami de l’Espagne. Au cours dudit entretien, Raisuni, impressionné par l’audace de Silvestre et désireux de se venger de l’agitateur El Bakkar (Tazia), et Silvestre parvinrent à un compromis qui ouvrit la voie à une solution du conflit, Silvestre ayant su convaincre son interlocuteur d’accueillir les troupes espagnoles,.
En 1911, la France s’enhardit à occuper Fez, en butte à la tantième insurrection. L’Espagne, pour ne pas être en reste et devancer les visées de Paris, fit de même à Larache et Ksar El Kébir et à cet effet dépêcha un contingent limité, composé principalement d’infanterie de marine, dont le lieutenant-colonel Fernández Silvestre prit le commandement après seulement quelques jours, et qui ne subit aucune perte dans l’opération. En mai 1912, alors que les troupes françaises étaient aux prises avec une nouvelle insurrection à Fez, Fernández Silvestre adressa une lettre confidentielle à Felipe Alfau Mendoza, commandant général à Ceuta, où il argumentait :

« Les nouvelles relatives au mouvement de Fez confirment l’importance du soulèvement et l’échec de Regnault et de Moinier, qui peuvent passer pour des parangons d’imprévoyance. […] Je considère que l’erreur à l’origine de tout est l’existence de plusieurs juridictions dans un pays où il n’y a, et ne peut y avoir pour l’heure, autre chose que la guerre avec pouvoirs accordés en tous domaines (facultades omnímodas). »

Ajoutant qu’il considérait la nomination du khalife, soit le suppléant du sultan, comme « une matière de la plus grande importance », et qu’il estimait que « de placer à ce poste un homme de cour serait une erreur », il traça le profil de son favori audit poste, à savoir Raïssouni, « un homme de guerre qui, avec son prestige et son influence, mettrait à notre dévotion, sans dépense de sang et d’argent, un important fief dans la région de laquelle il nous permettrait de mettre en œuvre la politique idoine et où il augmenterait sa propre influence en contrepartie de la nôtre ». Quelques jours plus tard, Silvestre adressa une missive à Alphonse XIII, où il appuyait à nouveau la candidature de Raïssouni, eu égard qu’il était un « homme de talent » et qu’il « s’est créé dans la région que nous occupons en ce moment un grand nombre d’intérêts qui sont de ce fait à notre merci »,,.
La présence espagnole dans la fertile vallée du fleuve Loukkos, limitrophe de la zone assignée à la France, allait être à l’origine de quelques frictions avec les autorités françaises. Ainsi, un incident diplomatique éclata le 22 juillet 1911, lorsqu’un lieutenant français s’avisa de malmener un autochtone sur le territoire sous tutelle espagnole et qu’une patrouille de la Police indigène tenta de l’en empêcher et le força à s’en expliquer devant Silvestre. 
À l’été 1912, Silvestre massa, avec le consentement de Raïssouni, plus de 4 000 hommes de troupe à Larache, puis le 17 août, de concert avec Raïssouni, organisa une razzia et l’occupation d’Assilah par les troupes espagnoles, en effrayant par sa cavalerie et expulsant le détachement français, alors occupé à construire une liaison télégraphique avec Tanger. Ce coup de force audacieux surprit et irrita Paris et fut cause d’une tension diplomatique. Quoique le président du Conseil Canalejas ait jugé Silvestre par trop belliqueux et ait été d’abord tenté de le limoger,,,, il finit néanmoins par le laisser agir, dans la perspective du pacte prochain avec la France.

#### Commandant général de Larache (1913-1915)
Après l’instauration unilatérale du Protectorat français au Maroc en mars 1912 et au lendemain de l’assassinat de Canalejas le 12 novembre 1912, l’Espagne se vit contrainte le 27 novembre 1912 de signer hâtivement un traité léonin, qui réduisait à un maigre 21 000 km2 la zone d’influence espagnole convenue auparavant, pendant que la France s’adjugeait 415 000 km2. Le Protectorat espagnol au Maroc, institué à la suite de ce traité, comprenait la zone la plus pauvre, la plus agreste et à la population la plus réfractaire du pays.

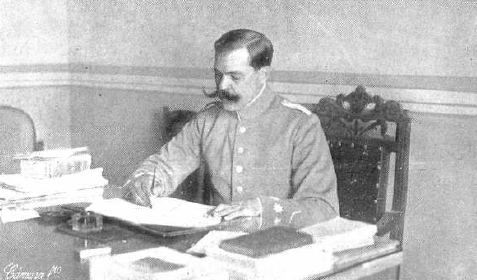
Photographie du colonel Fernández Silvestre, publiée à l’occasion de sa promotion au rang de général.

En janvier 1913, pendant que Silvestre se trouvait à Madrid pour s’entretenir avec le président du Conseil Romanones et ses ministres d’État, de la Guerre et de la Marine dans le but, entre autres choses, de défendre la candidature de Raïssouni comme khalife du Protectorat, le Congrès des députés approuva la promotion de Silvestre au rang de colonel. Dès que le Protectorat eut été instauré officiellement, Fernández Silvestre fut nommé en mars 1913 au poste de commandant général de Larache. L’activité de Silvestre continuait de consister à établir une ligne avancée de postes militaires entre Tanger et la zone française, en sorte de préserver la plaine contre les attaques par les kabilas de la montagne.
En janvier 1913, Fernández Silvestre, sous le maladroit prétexte de défendre les droits de la personne, mit à mal la position de l’Espagne au Maroc. Raïssouni détenait dans sa forteresse à Assilah plusieurs voleurs de bétail marocains du douar de Ramla, qu’il séquestrait dans des conditions inhumaines et s’apprêtait à mettre à mort. À l’instigation du général et haut-commissaire Alfau, qui s’en était offusqué et avait demandé à Silvestre de libérer ces prisonniers, celui-ci se rendit sur les lieux et ordonna, non de sa propre voix mais par le truchement d’un simple capitaine, de remettre en liberté tous les détenus de Raïssouni. Cet ordre donné par l’intermédiaire d’un inférieur ne pouvait manquer d’être interprété comme une offense intolérable par Raïssouni,,. Cet affront, s’ajoutant à l’échec de Silvestre à le faire nommer khalife, mit fin aux relations amicales entre les deux hommes, préludant la crise de janvier 1913, où Raïssouni se transporta à Azzinate pour y reprendre son ancien office de guerrier et se placer à la tête de la rébellion contre l’Espagne,,,.
La brouille entre Silvestre et Raïssouni n’était certes pas la principale raison de la rupture de ce dernier avec l’Espagne. À partir de juin 1913, l’insurrection devint générale dans tout le Pays Jbala. Sur les instances de Silvestre, le gouvernement de Madrid, non seulement renonça à son dessein de rapatrier des troupes vers la métropole, mais encore envoya trois bataillons en guise de renforts, qui débarquèrent à Larache entre les 9 et 12 juin. Silvestre, jouissant d’une grande liberté d’action et opérant sans relâche pour ne laisser aucun répit à l’ennemi, sut repousser les attaques rebelles et consolider les communications avec Tanger, ce qui lui valut d’être promu général de brigade pour mérites de guerre le 19 juin 1913, faisant de lui le général pour lors le plus jeune de l’armée espagnole. Sous sa direction, la Comandancia de Larache avait à la fin de l’année 1913 considérablement agrandi le territoire sous sa domination. Devant le net reflux et le découragement des insurgés par suite de leurs défaites répétées, et dans le contexte de la politique indécise suivie par l’Espagne vis-à-vis de Raïssouni, le gouvernement espagnol émit en 1915 l’ordre de suspendre toute opération militaire, et de tenter un rapprochement avec lui par l’ouverture de négociations,, cela à l’encontre de Silvestre, radicalement opposé à quelque règlement que ce soit avec Raïssouni. Dans cette perspective, le haut-commissaire de l’époque, le général Marina Vega, accorda un sauf-conduit à un émissaire de Raïssouni, autorisé ainsi à transiter librement entre la zone soumise à l’Espagne et la zone réfractaire. Lors d’un de ses déplacements, l’envoyé fut trouvé mort, le 8 mai 1915, en territoire espagnol, en dépit du document censé garantir sa sécurité. Bien que nul n’ait douté de la culpabilité de Fernández Silvestre, le limogeage d’une personnalité jouissant des appuis de la cour était inenvisageable ; on imagina alors de sortir de la crise en relevant Fernández Silvestre de ses fonctions, mais après lui avoir préalablement décerné la grand-croix du Mérite militaire et offert un emploi au quartier militaire du roi Alphonse XIII,,,. En raison du meurtre, les pourparlers avec Raïssouni furent rompues. Les dissensions avec le général Marina Vega à propos d’une fusillade déclenchée par des affidés de Raïssouni à Larache en juin 1915 a probablement aussi joué un rôle dans l’évincement de Silvestre.
Muté en métropole après avoir été nommé le 9 juillet 1915 aide de camp du roi, Fernández Silvestre allait remplir cette fonction dans les quatre années suivantes,, employant son temps à remplir des missions de routine d’escorte de la famille royale, abstraction faite d’une escapade en France pour y étudier les tactiques militaires de l’armée française dans la Grande Guerre, en ce compris une visite en décembre 1916 au poste de commandement du général De Castelnau en Champagne. Il fut élevé au grade de général de division le 5 juillet 1918.

#### Commandant général de Ceuta (juillet à novembre 1919)
En juillet 1919, le chapelet de positions militaires espagnoles de Koudiat Ar Raouda, fruit d’une percée audacieuse dans la vallée de l’Oued-Ras, conçue comme une « simple opération de police » par le commandant général de Ceuta, Domingo Arraiz de Conderena, fut attaqué par la harka d’Raïssouni, qui réussit à disperser les unités du colonel Rodríguez del Barrio, au terme d’un impitoyable combat au poignard et au prix d’un grand nombre de pertes de part et d’autre. Arraiz de Conderena fut aussitôt relevé de ses fonctions et remplacé par Fernández Silvestre, qui reçut l’ordre de retourner au statut d’active et revêtit sa nouvelle charge à Ceuta le 23 juillet 1919, trente jours seulement après le revers de Koudiat Ar Raouda. Le haut-commissaire Berenguer eut devant cette nomination une attitude ambivalente, soulignant d’une part que Silvestre était « un soldat de prestige et l’un des experts les plus reconnus dans notre entreprise marocaine », mais signalant d’autre part que cette nomination ne résolvait pas le problème des commandements et « le rendait au contraire plus aigu, le nouveau commandant général ayant en effet non seulement plus d’ancienneté dans son grade que moi, […] mais encore ce grade est-il d’un prestige peut-être plus solide dans l’espace national ».
Une fois nommé commandant général de Ceuta, Silvestre produisit à l’attention de Berenguer un cahier de doléances, où il déplorait la « désorganisation, le manque de matériel et d’effectifs et, surtout, le moral des troupes, sur lequel j’ai de forts doutes » ; dans le groupe des Regulares, « le moral est assez bas », « le recrutement n’offre que peu ou aucune garantie », et les désertions étaient monnaie courante. Pour ces raisons, et à cause du faible montant des soldes, les effectifs n’atteignaient que la moitié de l’objectif prévu. Il proposait de former davantage de bataillons de volontaires et d’acheminer des unités de Melilla et de la métropole,. Par ailleurs, se montrant critique envers l’unité créée par Millán Astray, il affirmait que « la création de la légion étrangère est venue donner le coup de grâce » au volontariat dans les corps européens, et saisit l’occasion de répéter « le peu de confiance que m’inspire ladite unité et ma conviction que nous aurions tiré plus de profit à avoir créé au lieu d’elle de nouveaux groupes indigènes ».
En octobre 1919, Raisuni fut finalement vaincu par les troupes espagnoles, parmi lesquelles figuraient aussi celles commandées par Silvestre.

#### Nomination comme commandant général de Melilla (juillet 1919)

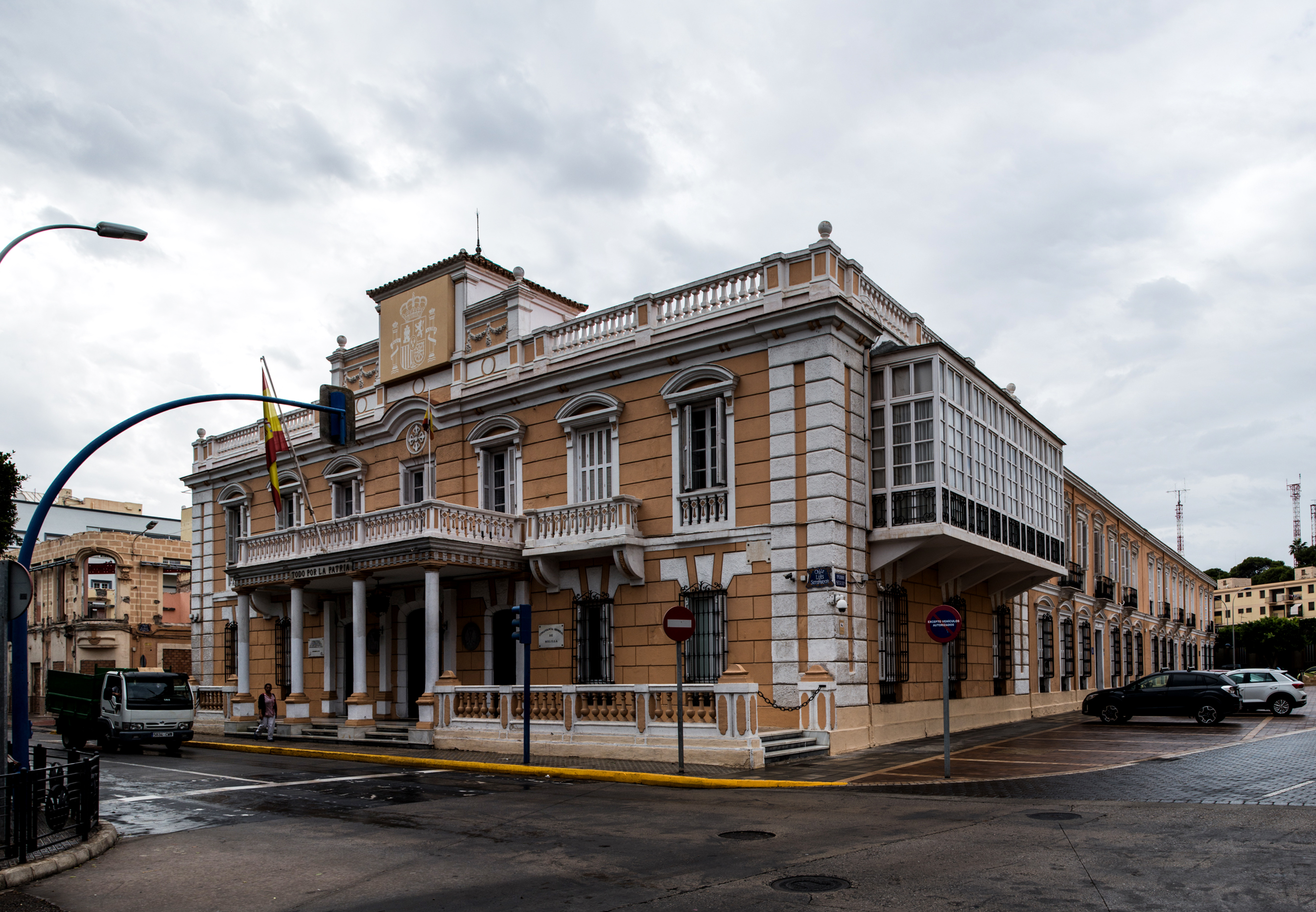
Bâtiment hébergeant les bureaux du commandant général à Melilla.

Un point important dans la trajectoire de Fernández Silvestre au Maroc concerne ses relations avec le général Berenguer Fusté, haut-commissaire du Protectorat et général en chef de l’armée d’Afrique depuis 1919. Camarade de promotion de Silvestre en 1893, mais moins bien positionné que celui-ci sur le tableau d’avancement, Berenguer avait été par deux fois ministre de la Guerre, sous García Prieto et sous Romanones, et était le concepteur du corps supplétif des Regulares. Se jugeant insuffisamment doté de pouvoirs comme haut-commissaire, tant sur le plan politique que militaire, il s’attela à combler cette carence d’attributions de deux manières : en s’emparant d’une brochette de nouvelles compétences (ce que valida un décret royal du 25 août 1919) et en plaçant des amis fidèles aux différents postes clef. C’est dans cette optique que le prédécesseur de Silvestre au poste de commandant général de Melilla, Luis Aizpuru, devait être évincé et remplacé par Silvestre, et c’est sur sa proposition que ce dernier fut désigné commandant général de Melilla le 30 janvier 1920. En effet, dans une lettre du 14 janvier au général Villalba, alors ministre de la Guerre, Berenguer avait exposé qu’« à différentes occasions », Silvestre avait manifesté son intérêt pour le poste, et qu’il lui paraissait être la personne adéquate compte tenu de sa compétence et expérience, eu égard aussi à « la circonstance qu’il s’agit d’un poste de commandement [impliquant] des responsabilités plus grandes et une indépendance plus compatible avec sa remarquable personnalité » et à « nos parcours respectifs dans l’armée, qui m’induisent à présenter pour le poste, dont l’autonomie au sein du Protectorat est la plus grande, le général ayant plus d’ancienneté que moi-même et qui accidentellement sert sous mes ordres »,,,. Ce plaidoyer de Berenguer en faveur de Silvestre peut s’expliquer, outre par la considération que Silvestre méritait comme militaire, également par le désir de Berenguer d’éloigner de Tétouan quelqu’un d’aussi malaisé à commander que l’était Silvestre, ainsi que sans doute aussi par la priorité absolue qu’accordait Berenguer aux opérations dans la zone occidentale, qu’il pourrait mener avec les coudées franches dès que Silvestre serait relégué sur le front oriental, jugé secondaire par Berenguer, c’est-à-dire à l’écart du centre de gravité de la campagne militaire. Ainsi fut mis en place par Berenguer un condominium militaire — selon l’expression de Juan Pando — sur le Maroc, où lui-même aurait autorité sur l’ensemble et où Silvestre exécuterait les ordres. Berenguer estimait venu le moment d’assumer intégralement le commandement au Maroc.
Berenguer et Silvestre avaient beaucoup de points communs : peu de différence d’âge, naissance à Cuba, appartenance au corps de cavalerie, services reconnus lors de la dernière campagne à Cuba et des premières actions au Maroc, avancements pour mérites de guerre, maîtrise de la langue arabe, et aussi le fait de passer pour des hommes de cour (« palaciegos »). Tous deux étaient ambitieux, convoitaient fort les lauriers, et autant Berenguer était peu enclin à renoncer aux prérogatives de son commandement, autant Silvestre répugnait à un rôle de modeste second dans l’ombre (à l’image de son propre suppléant à Melilla, Felipe Navarro),,. Pour expliquer le comportement de Silvestre lors de la bataille d’Anoual et déterminer les responsabilités dans le désastre, la plupart des historiens ont postulé une rivalité entre les deux hommes, voire des sentiments de jalousie de Silvestre envers Berenguer. La majorité des auteurs adhère à la thèse selon laquelle Silvestre se sentait frustré dans sa charge de commandant général, et qu’existaient des tensions induites par l’état de subordination où se trouvait Silvestre par rapport à Berenguer en dépit de sa plus grande ancienneté. De plus, étant impulsif et étourdi, disposant de faibles capacités tactiques, rétif à la tutelle de son supérieur, et immodérément aiguillonné par le roi, il aurait négligé de planifier ses avancées avec la précaution nécessaire et n’aurait agi qu’à sa guise. L’activité de Silvestre à Melilla est interprétée par la plupart des historiens selon une grille de lecture basée sur un antagonisme entre les attributions et compétences propres aux fonctions de chacun des deux généraux,.

Carte de la zone espagnole au Maroc » (1920), avec les portraits de González Tablas, Berenguer et Silvestre.

À l’inverse, le chercheur Canteras Zubieta, s’appuyant sur un examen de la correspondance entre les deux hommes, incline à penser que leurs rapports étaient en réalité étroits et amicaux, et que Silvestre était loyal, intelligent, prudent et circonspect. Ainsi Berenguer confessa-t-il à Silvestre qu’il avait profité de la vacance du poste de commandant général de Ceuta pour s’adjuger un surcroît de compétences dans sa zone de Ceuta, par quoi il ne restait plus pour Silvestre que peu de compétences à exercer si celui-ci venait à être nommé commandant général de Ceuta ; c’est la raison pour laquelle Berenguer préférait, selon ses propres dires (et sans préjuger du rôle joué dans cette préférence par le grand cas qu’il faisait de la vaillance de Silvestre et l’ambition qu’il nourrissait de soumettre lui seul le pays Jbala), que son compagnon soit nommé à Melilla. L’hypothèse la plus plausible est, selon Canteras Zubieta, que ce choix de Berenguer ait répondu à la nécessité d’avoir à Melilla un homme de confiance, avec qui il serait aisé de s’entendre.
Ne reculant pas devant ses responsabilités, Silvestre était toujours l’un des premiers à partir en opération et se plaisait à se trouver en première ligne. Son affaire, c’était, selon Juan Pando, « le feu, et le commandement sous le feu, seule chose qu’il savait et en quoi il était le meilleur ». Il n’avait pas froid aux yeux, était franc et direct, et ne tenait pas à paraître sympathique. Ses amis étaient ses subordonnés, jamais ses pairs. Il raillait ses supérieurs et entretenait des rapports familiers mais sans vulgarité avec ses officiers et ses soldats,. Par son caractère ouvert, et sous l’effet d’un certain charme dont il était doté, il s’était formé autour de lui un groupe appelé (sur l’hypocoristique de son prénom) « les manolos », composé de militaires qui le connaissaient de longue date et le tutoyaient en l’appelant par son petit nom. La rondeur de ses manières et sa bonhomie n’étaient pas en contradiction avec son entregent et ses contacts à Madrid, qu’il prenait grand soin d’entretenir ; entre janvier et mai 1921, il aurait, selon son aide de camp, dépêché plusieurs émissaires personnels, porteurs de missives adressées directement à son ministre de tutelle, et « écrivait très souvent » au chef du Département des affaires marocaines au sein de ce ministère. D’autre part, adversaires comme amis personnels et même apologistes s’accordaient pour admettre qu’il « ne se signalait certes pas comme détenteur d’un cerveau génial » et qu’il « était un guerrier peu intellectuel. […] Il ne savait rien en dehors de la guerre »,.
La charge de commandant général comportait des aspects politiques requérant un certain savoir-faire, qualités qui, même selon son thuriféraire Gómez-Hidalgo, « lui faisaient défaut de toute évidence […]. Il était par trop militaire […], l’ouragan de l’extermination ; et notre œuvre du Protectorat ne pouvait être confondue sans péril national avec la mission d’exterminer […]. Le connaissant, on n’aurait pas dû l’envoyer exercer de l’autorité au Maroc, où ce qui nous est confié n’est pas de provoquer la guerre, mais d’imposer la paix […]. Il n’a jamais dissimulé ses jugements bien arrêtés sur les Marocains »,. Le colonel Villalba Riquelme souligne combien sa disposition d’esprit était un obstacle à l’exercice de la mission qui lui était confiée ; après que Berenguer l’eut chargé — lui Villalba — de préparer un projet de consolidation civile du Protectorat dans la zone orientale, il se réunit avec Silvestre et constata que celui-ci « ne pouvait se plier, étant donné son tempérament, à partager l’autorité avec le pacha […] et moins encore à se limiter au rôle d’assistant auprès du pacha […], ainsi que cela aurait dû être en réalité sa mission ».
Dans la période précédent la bataille d’Anoual, Fernández Silvestre habitait Melilla, aux côtés de sa mère, ses sœurs Carmen et Mercedes, et son fils Manuel, avec de sporadiques déplacements à Madrid. Vivant sobrement, peu dépensier, il transmettait ses rémunérations intégralement à sa mère. Des rares luxes qu’on lui connaissait, l’éducation de son fils constituait la part essentielle.

#### Projet de conquête du Rif
Le 12 février 1920, Fernández Silvestre prit possession de son poste de commandant général de Melilla,. À ce titre, il imagina un projet d’occupation progressive et de « pacification » de toute la région orientale du Protectorat,, escomptant l’emporter contre un ennemi désuni et sans direction commune. Cependant, l’adversaire était constitué d’une exceptionnelle communauté de milices (harkas), et Silvestre avait face à lui, selon l’expression de Juan Pando, un « peuple-armée » qui, argumente cet auteur, « ne disposait ni de canons, ni de mitrailleuses, ni d’avions, ni de cuirassés, mais avait du courage de reste et une foi profonde. Il devait bientôt élire son chef de guerre (Abdelkrim) et s’unir sous son autorité ».

Carte situant les différentes kabilas présentes dans le Protectorat espagnol (Chauen=Chefchaouen ; Yebala=Pays Jbala).

Dès les débuts du Protectorat espagnol, nul n’avait douté que la maîtrise intégrale du territoire passait obligatoirement par la prise de contrôle de la baie d’Al Hoceïma, située dans l’intervalle entre les zones orientale et occidentale, et alors fief de l’irréductible clan Beni Ouriaghel. Le débat ne portait que sur la meilleure façon d’y parvenir ; un débarquement avait été envisagé, comme moyen le plus direct, mais le régime des vents et courants et la nécessité de puissants moyens navals avaient fait écarter cette option. Le haut commandement espagnol restait dans l’ensemble d’accord pour estimer que si l’on voulait dominer le Protectorat, il y avait lieu d’abord d’occuper la cité de Chefchaouen (appelé Xauen par les Espagnols), dans le Pays Jbala, et la baie d’Al Hoceïma, dans le Rif. Berenguer conçut un plan fort simple, réalisable même avec les faibles moyens et les graves défauts de l’armée espagnole d’Afrique, et prévoyant de résoudre dans un premier temps le problème dans le Pays Jbala, et de porter ensuite seulement les efforts vers le Rif, région qui à ce moment apparaissait plus paisible. Aussi, à l’aide des troupes stationnées à Ceuta, Berenguer s’empara-t-il en octobre 1920 de Chefchaouen, se proposant d’en finir définitivement avec Raïssouni au long de l’année 1921. Berenguer avait donc, à sa prise de fonction comme haut-commissaire en janvier 1919, une idée déjà définie du chemin à suivre, à savoir une campagne par voie de terre et au départ de Tétouan, où ce serait lui qui exercerait le commandement immédiat, et non une conquête au départ de Melilla. Cette stratégie n’était toutefois pas pour plaire à Silvestre, qui n’était pas homme à se cantonner dans la passivité et craignait que l’inaction ne l’empêche de faire droit à ses qualités personnelles.
Peu après son entrée en fonction comme commandant général de Melilla, Silvestre reçut du 20 février au 10 mars 1920 la visite de Berenguer. Le but était de tracer un plan d’opération où Berenguer, tout en ne cessant de juger prioritaires ses propres opérations dans la zone occidentale, donnerait en même temps à Silvestre la possibilité de s’épanouir, mais en canalisant et orientant ses énergies, et en leur marquant des limites,. Le 5 mars, Silvestre se vit remettre par écrit ses instructions, qui portaient que son objectif « idéal » était Tafersit, au sud de Beni Touzine, afin de « réaliser l’isolement, la totale soumission et l’incorporation dans notre zone d’occupation de l’importante kabila (clan) de Beni Saïd, tellement rebelle et tellement peu travaillée politiquement aujourd’hui ». Il lui fut recommandé, en accord avec le système habituel de Berenguer, de faire précéder et accompagner sa progression militaire par un intense travail politique, destiné à se faire des adeptes parmi les notables rifains, y compris, si possible, de constituer des groupes ou des partis pro-espagnols propres à faciliter les opérations,.
Quatre jours plus tard, Silvestre adressa un ordre général à ses troupes, qui, outre son habituelle grandiloquence, recelait quelques éléments révélateurs de sa personnalité, dont en particulier ses impatiences (Silvestre exigeant que l’instruction des recrues soit accélérée « pour qu’elles puissent être déclarées aptes au service dès fin avril, sans préjudice de la poursuite de leur instruction jusqu’à son achèvement »), son optimisme (tenant pour acquis que cette formation insuffisante était appelée à se parfaire dans les positions, ce qui allait être démenti par les faits), et son affabilité, là où il déconseillait les « corrections » et préconisait des mesures qui favorisent « l’affection et la confiance aveugle » et où il montrait son souci pour le bien-être de ses hommes.
Profitant de la liberté d’action que lui laissait Berenguer, Silvestre avait de son côté mis au point un plan de campagne, qui reçut l’agrément de Berenguer avant d’être soumis au gouvernement espagnol, qui l’approuva à son tour, et dont l’objectif convenu était d’isoler la kabila de Beni Ouriaghel par la soumission préalable d’une série de kabilas à l’est de la baie d’Al Hoceïma, avec la conquête de cette dernière comme horizon tactique à long terme.

#### Première phase du plan de conquête (mai 1920 - février 1921)
Après un bref voyage à Madrid, Silvestre se voua aux préparatifs de son mouvement et se mit en marche le 7 mai 1920, avec un contingent composé de quelque 6 800 hommes, de huit batteries et d’une escadrille. Progressant sans guère s’accorder de pause à travers les plaines de Metalza, il parvint le 15 mai à Driouch (ou Dar Drius), pivot de toute sa manœuvre. La rapidité de son avancée avait empêché la résistance rifaine de s’organiser en une harka solide, en dépit des efforts d’Abdelkrim, définitivement résolu désormais à faire front à l’Espagne. Silvestre consacra le reste du mois de mai et une partie de juin à aménager une base à Dar Drius, puis s’empara le 24 juin des localités de Cheif, Carra Midar et Ain Kert, dont la prise était essentielle pour accéder à Beni Saïd, premier objectif dans l’opinion de beaucoup, puis à Beni Touzine et Tensamane, et enfin à Beni Ouriaghel,. Du 19 au 22 juillet, il reçut la visite du ministre de la Guerre Marichalar y Monreal, vicomte d’Eza, accompagné de Berenguer, où Eza se montra fort satisfait de la « pénétration pacifique » accomplie. Le 24 juillet 1920, Silvestre reprit son offensive, qui le conduisit le 5 août à Azrou et le 7 août à Tafersit, qu’il prit, en prenant de court la harka qui se proposait de lui couper la route.

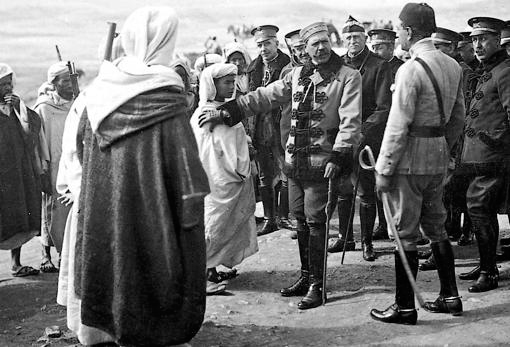
Silvestre en compagnie de son état-major.

À l’automne 1920, le rebelle Tounzi obligea la Comandancia de Melilla à cesser provisoirement les opérations et à mettre sur pied des forces supplétives (mías) à Tafersit, mais fin octobre, Silvestre envoya sa proposition de poursuite de l’action, à quoi Berenguer, partageant les idées de Silvestre, donna son accord le 15 novembre 1920. Sa proposition tendait à manœuvrer en direction du Nord, c’est-à-dire en changeant d’orientation, qui avait été jusque-là d’est en ouest. Il s’agirait d’abord d’occuper Beni Oulichek, avant que la harka puisse renforcer ses effectifs, puis d’achever d’encercler Beni Saïd. Au rebours de sa légende, il admettait la primauté des méthodes politiques et désirait « réserver l’action militaire sanglante aux cas obligés et inéluctables » ; son souhait d’éviter un choc frontal le conduisit à opter pour une opération manœuvrière et rapide. Il fit donc mouvement avec sa coutumière célérité, pour autant que les conditions météorologiques lui en donnaient le loisir. Le 5 décembre, il se heurta à la sérieuse résistance des Beni Oulichek, laquelle, si même elle fit payer aux attaquants un tribut de 10 tués et de 43 blessés — du reste tous Marocains, soit membres des forces supplétives, soit « Maures amis » —, permit aussi à Silvestre de mettre à profit son écrasante supériorité de feu pour infliger de grandes pertes aux combattants rifains. La soumission de la kabila fut officiellement obtenue le lendemain, en son centre principal, Ben Taïeb.
Dans la foulée, les Espagnols entreprirent la conquête des positions de Souk el Arbaa, puis de Yemaa, de Nador et de Halau le 6 décembre, suivie de celle de Tuguntz (le 8 décembre), de Dar El Kebdani et d’Al Qassar Al-hamra (Alcazaba Roja en espagnol) sur le mont Mauro le 11 décembre, et enfin cinq jours plus tard de Beni Saïd, tribu dont les principaux chefs, Amarouchen et Kaddour Niamar, s’inclinèrent devant l’audace de Silvestre à se lancer à l’assaut du mythique mont Maurou, hauteur jamais auparavant foulée par des étrangers. Ainsi, avant que ses troupes ne poussent le 15 décembre jusqu’à la cuvette d’Anoual, la Comandancia General de Melilla avait atteint plusieurs de ses principaux objectifs,,,. D’autres tribus, telles que celle de Bokkoia et celle de Temsamane, dernier retranchement tribal avant Al Hoceïma, dépêchaient des émissaires avec des offres de paix. Ainsi le Rif se rendait-il sans résistance, alors que guère plus de 3 000 hommes, soit l’équivalent d’une brigade, n’avaient participé à l’opération. Certes, la besogne de Silvestre avait été allégée par la grave famine qui sévissait dans la région par suite de cinq années successives de mauvaise récolte. On voyait des femmes cherchant dans le crottin des chevaux un restant de graines pour se nourrir.
Silvestre avait donc réalisé entre mai 1920 et juin 1921 une avancée spectaculaire, rapide et relativement peu coûteuse en vies humaines, ce qui pouvait laisser entendre qu’il serait en mesure de placer bientôt sous son emprise toute la portion de territoire jusqu’à la baie d’Al Hoceïma. Cependant, ce n’était là qu’illusion. Fernández Silvestre qui, par manque d’informations fiables, avait une vision erronée du dispositif guerrier des tribus rifaines et sous-estimait leur capacité de combat, commit l’erreur d’étirer ses lignes au-delà de ce qui était prudent,. Cette entreprise de conquête était risquée, étant donné les faibles effectifs, la précarité des moyens et de l’armement dont disposait l’armée espagnole, et l’ignorance du terrain et des forces ennemies.
Un effet de ces événements était qu’« à la suite de l’heureux résultat des opérations sur Beni Saïd » (selon les termes de Berenguer), le général Silvestre allait jouir d’une autonomie accrue pour les opérations, en raison non seulement de l’efficacité montrée lors de celles-ci, mais aussi parce qu’elles avaient été accomplies en des lieux et dans des kabilas dont le haut commandement n’avait eu qu’une connaissance très superficielle.
Le 6 janvier 1921, Berenguer, qui à Tétouan faisait face à une crise dans sa propre zone, fit part à Silvestre de l’autorisation de poursuivre son offensive. Dans la perspective des campagnes de printemps, la colonne de Silvestre s’empara le 11 janvier 1921, sans perte d’effectifs et avec la collaboration des autochtones, des localités d’Ahel Azrou et de M’Hajer, positions qu’on s’attela aussitôt à fortifier. Le mont Azrou, de 1 049 mètres d’altitude, lieu désolé situé à neuf kilomètres d’Anoual, faisait office de lieu d’observation aux arrières de l’offensive. Le lendemain 12 janvier, on atteignit le littoral méditerranéen à Ras Afraou (la Punta Afrau des Espagnols), éperon rocheux s’avançant en mer, sis à environ 11 kilomètres d’Anoual,,. Le 15 janvier 1921, Silvestre et son état-major se rendirent tôt le matin de Melilla à Souk-Innounaten à bord de plusieurs automobiles. Les troupes espagnoles marchaient alors à bonne allure vers le Jebel Issoumar, qui faisait figure de ligne de démarcation entre d’un côté les bases espagnoles de Ben Taïeb et de Dar Driouch, et de l’autre la région de Temsamane, proche du cap Quilates, en bordure de la zone littorale d’Al Hoceïma. Franchir ces hauteurs, par le haut col de Tizi Takariest, permettrait d’atteindre l’embouchure de l’Oued Nekor, le plus vaste delta dans le nord du Maroc, à partir d’où ne resterait plus qu’un court trajet, de deux journées tout au plus, avant d’aboutir à Al Hoceïma, et donc d’avoir soumis tout le Rif,.

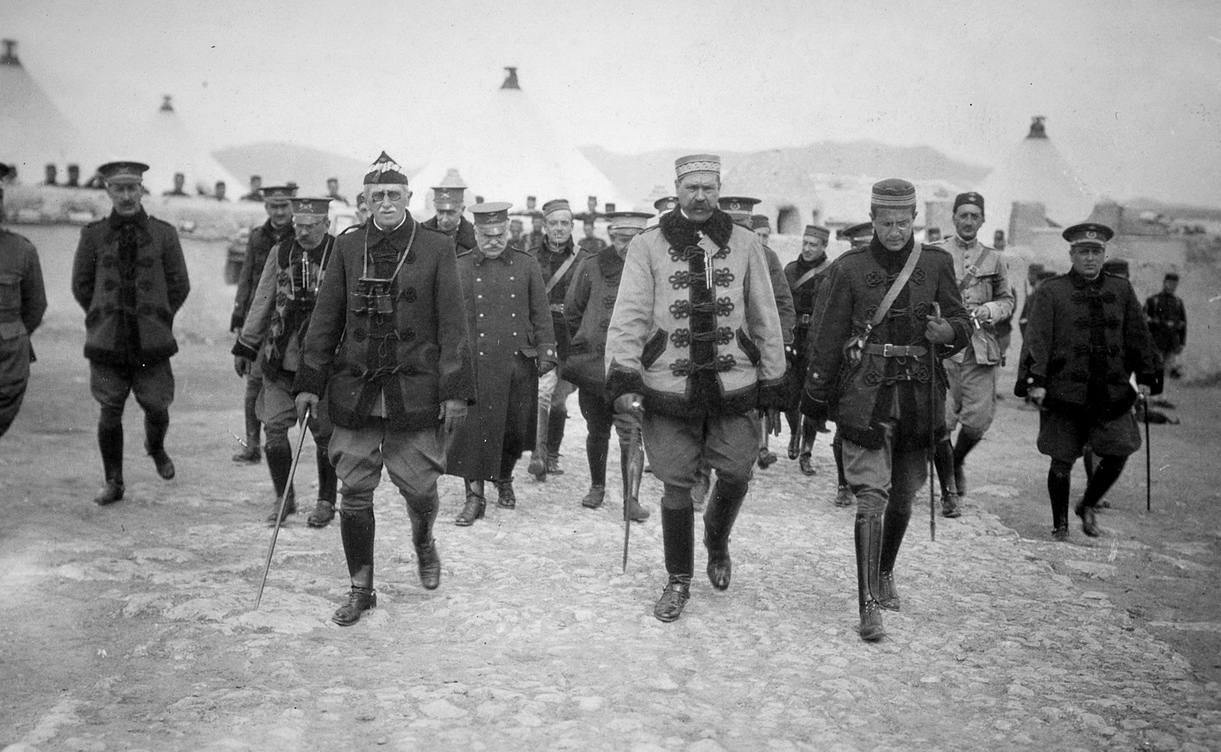
Le général Fernández Silvestre aux côtés d’autres officiers espagnols dans les environs de Melilla (février 1921).

Le 15 janvier enfin, les colonnes espagnoles parvinrent sans combattre à s’emparer de la localité d’Anoual, au-delà du Jebel Issoumar. La position militaire qui fut aménagée à Anoual s’étendait sur trois monticules, portant chacun une redoute avec talus de rempart et fil barbelé, encore qu’une version tienne que seul un camp était doté de ces deux équipements. Le ministre Eza envoya de Madrid une dépêche à Silvestre pour le féliciter au nom du gouvernement espagnol et en son nom propre,. Berenguer le fit à son tour par une missive du 21 janvier 1921 :

« Admirable avancée accomplie à Beni Saïd, que tu peux considérer, à très juste titre, comme l’un de tes plus brillants épisodes militaires. On ne peut faire plus ni mieux que ce que tu as fait ; tu peux en être satisfait. »

L’enthousiasme qui régnait en haut lieu n’était cependant pas partagé par les services de planification de l’armée, ni dans ceux d’exécution. Le lieutenant-colonel Dávila Arrondo, officier d’état-major et chef d’opérations de Silvestre, estimait qu’après l’occupation de Beni Saïd, il était désormais « impossible, dans une telle situation, de continuer et qu’il était nécessaire à tous égards de s’abstenir de nouvelles opérations […]. Nous ne pouvons continuer à opérer sans nous exposer à un grave contretemps ». Ces réflexions auraient été communiquées à Silvestre, qui les dédaigna. Dávila raconte qu’il « fut réellement horrifié » quand il arriva à Anoual, et que, invité à s’expliquer par Silvestre, il répondit : « mon général, […] ceci est impossible, cette position va être une préoccupation constante […]. Anoual ne nous laissera pas dormir, car il n’y a tout autour que des ravins », ajoutant : « une fois Anoual occupé, on entrait dans l’inconnu, dans une nouvelle phase à laquelle ne pourra faire face aucune prévision des événements ». Mais à ce moment-là, selon les déclarations de Dávila devant la Commission d’enquête Picasso, tant le haut-commissaire que Silvestre avaient « le regard fixé sur Al Hoceïma » et ne songeaient pas, dans leur optimisme, à « pourvoir les moyens appropriés à l’ampleur de l’entreprise ». Pourtant, il ressort de la lettre de Silvestre à Berenguer en date du 6 février 1921 que Silvestre était pleinement conscient de ses limitations logistiques, mais sans que cela ne l’ait retenu d’effectuer de nouvelles avancées.
Le colonel Morales, commandant en chef de la Police indigène, rédigea en ces jours de février à l’intention de Silvestre un aperçu des dernières avancées, où était exprimée l’opportunité de maintenir inchangée la ligne de front telle qu’établie à ce moment, car touchant à sa « limite d’élasticité ». Si Dávila s’était irrité du retard pris à prendre Sidi Dris, ce coup d’audace eut à l’inverse l’effet d’inquiéter grandement le vieux colonel Morales. Ce dernier, partisan des pauses et de la maîtrise du temps, attitude considérée par Silvestre comme précaution injustifiée, voire comme pessimisme intempestif, avait été mis au repos et relégué à Melilla par Silvestre, qui voulait se soustraire à ses réticences. Morales avait ensuite été remplacé, dans la gestion des relations avec les chefs de tribu, par le commandant Jesús Villar, officier de la Police indigène, personnage d’un tempérament enlevé et désinvolte, de faible capacité politique et militaire,, mais qui était réputé être « l’intime d’entre les intimes » de Silvestre. Pour ne pas arranger les choses, Dávila, las des continuelles frictions avec Silvestre, demanda en alléguant des raisons de santé de s’en retourner en Espagne. Si Morales respectait son général, à qui il vouait, du fait de son âge et de son expérience, un amour sincère et paternel, Dávila en revanche n’avait d’égards pour Silvestre et ne lui était loyal qu’en raison de son rang. Lorsqu’il dut en 1923 faire sa déposition devant la Commission des responsabilités, il dit de Silvestre que « sa capacité militaire repose sur des bases très fragiles », avant de préciser que Silvestre « était, comme l’on dit vulgairement, une idole aux pieds d’argile, sinon de sable, modelés par la chance, qui l’accompagnait toujours »,,.
Aizpuru, prédécesseur de Fernández Silvestre au poste de commandant général de Melilla, se trouvait à Madrid lorsqu’Anoual tomba aux mains des Espagnols. Il n’avait jamais cessé de considérer l’avancée frontale sur Al Hoceïma au départ d’Anoual comme un plan insensé. Alors qu’Aizpuru avait eu pour habitude de demander conseil à Morales et de suivre ses indications, Silvestre quant à lui, s’il lui prêtait certes l’oreille, ne tenait pas compte de ses recommandations.
Le 15 février 1921, Berenguer fit parvenir un rapport au ministère de la Guerre sur la conduite de Fernández Silvestre, tant à Ceuta qu’à Melilla, où il insistait sur sa « haute qualification pour le commandement de troupes » et sur sa « solide réputation et sa compétence reconnue », et évaluait son travail comme « magnifique […] tant sur le plan politique que militaire », déclarant en conclusion que ses dernières actions n’étaient que la « pleine confirmation » de ses états de service antérieurs. Il envoya à Silvestre un message par lequel il lui concédait une grande liberté d’action : « Si, en raison de ces nouvelles facilités, tu aurais à modifier les plans approuvés, il va de soi que tu es absolument libre de le faire, sans nécessité de soumettre à mon approbation le nouveau plan ». Aussi Silvestre mena-t-il la campagne de 1920 à son terme, non seulement quant aux objectifs de base, mais aussi quant à quelques objectifs d’appoint, en sorte que Berenguer dut reconnaître qu’il y avait « à juste titre lieu d’être satisfaits et de reconnaître le bien-fondé tant du choix du plan d’ensemble que de son exécution »,.
Il s’agissait à présent de munir la position d’Anoual d’un anneau défensif. Silvestre, sensible aux spécificités autochtones, ayant à l’esprit que la guerre de Melilla de 1893 avait été déclenchée par l’entêtement sacrilège du général Margallo à édifier un fortin sur le terrain du morabite (ermite) de Sidi Aguariach, et s’étant avisé que l’édifice qui abritait la tombe de Mohammed ben Abdallah à Anoual était « petite, vilaine et misérable », fit jeter à bas ladite construction et ordonna d’en « faire une autre nettement meilleure », allant jusqu’à ordonner de placer une clôture autour du moustier, « pour empêcher que quiconque [de la troupe espagnole] n’y pénètre ».
Silvestre voulait faire d’Anoual un second Ben Taïeb, et prévoyait de lancer ses troupes sur le front de Temsamane, de couper en deux la ligne de l’Amekrane, puis, par une avancée multiple, de prendre pied à l’embouchure du Nekor, avec Al Hoceïma désormais à portée de main. Pourtant, après la prise d’Anoual, il n’y eut plus dans les mois suivants beaucoup d’initiatives opérationnelles : la conquête de Sidi-Mohamed Ben-Abdallah le 22 janvier et du mont Ouddia le 26 janvier, fut suivie le 12 mars 1921, avec quelque retard, de la conquête de l’enclave côtière de Sidi Dris, afin de sécuriser la position d’Anoual,. Silvestre aussi semble avoir jugé que la dernière action de ses troupes était susceptible de compromettre le projet de pacification de la zone, mais pour d’autres auteurs, Silvestre, devant la résistance rifaine nulle, se croyait fondé à écarter les rapports de Dávila et du colonel Morales qui l’avertissaient du danger qu’il y avait à pénétrer plus avant en territoire rifain sans l’appui et les moyens nécessaires, et surtout sans consolidation préalable du déploiement actuel.
Pour stationner les troupes à Anoual avec l’appui logistique nécessaire, la base arrière idéale était Dar Driouch, position bien ancrée dans la plaine du Kert, distante d’Anoual de 35 kilomètres, dotée de champs de tir pour l’artillerie, et pourvue d’eau potable. Les 61 kilomètres qui la séparaient de Melilla n’étaient couverts par une liaison ferroviaire que jusqu’à Tiztoutine (appelé Batel par les Espagnols), fait que Silvestre rappelait avec amertume à Berenguer (« Cela fait cinq ans en effet que les chemins de fer ne dépassent pas Tiztoutine... »). En janvier 1921, Eza écrivit à Berenguer pour lui rappeler à la mémoire que « dans le budget, 1 200 000 pesetas vont aux chemins de fer ». Cependant, les dotations partaient en totalité à Chefchaouen, au détriment du Rif, et la voie ferrée s’interrompait toujours à la hauteur de Batel.

#### Famine dans le Rif et attitude de Silvestre
Cependant le Rif, bien que venant d’être en grande partie « pacifié », connaissait la famine, ce qui aggravait la pénurie des moyens disponibles et donc réduisait plus encore les possibilités opératoires de Silvestre. Sa situation restait précaire ; au budget de 1921-1922, Melilla avait sollicité 2 242 000 pesetas pour l’aménagement de routes et d’ouvrages militaires, mais ne s’était vu accorder que 450 000 pesetas. Seuls « deux cents Maures » travaillaient alors au réseau routier entre Dar Driouch et Ben Taïeb, quand il en eût fallu cinq fois autant. Pour la route d’Afso, laquelle conduisait aux sources d’Ermila, dont dépendait tout le flanc sud de son dispositif, avec ses 24 positions, dont quelques vitales, il n’avait pas même de quoi payer un seul journalier. Silvestre écrivait non seulement à Berenguer, mais fort probablement, si l’on en croit son adjudant López Ruiz, aussi au roi, adressant « dans les mois de janvier, février, avril et jusqu’en mai 1921 un nombre pareil de lettres, lui donnant des détails sur la précarité où se trouvait la direction du Génie de Melilla ».
La famine qui sévissait dans le Rif préexistait à l’arrivée de Silvestre à Anoual. Elle était évoquée par lui dans ses comptes rendus mensuels à Berenguer, où il signalait que « la population indigène souffre épouvantablement de la faim » et donnait de la famine la description suivante :

« Tout ce que je pourrais te dire est peu en regard de la réalité, et je renonce à te dépeindre le tableau de faim et d’horreur qui se présente à nos yeux à tous, non seulement à la campagne, mais aussi ici même, à Melilla. Par manque de nourriture, ils sont nombreux ici ceux qui entrent à l’hôpital pour y mourir le lendemain. »

À l’encontre de l’opinion la plus répandue chez les historiens, voulant que Silvestre ait été insensible au malheur des Rifains, les phrases suivantes écrites par lui ce même hiver sont au contraire révélatrices d’une vision du Protectorat espagnol fort proches de la situation dans la zone française voisine :

« Ce serait inhumain, et nous en serions gravement comptables, de laisser mourir de faim un territoire que nous sommes venus protéger et civiliser. Et aucune occasion meilleure que celle-ci ne pourra se présenter pour que l’indigène voie les avantages de notre intervention, pour qu’il ressente de l’affection et de la gratitude à la Nation qui le sauve de la misère et de la mort ; et pour que les autres peuples observent également que nous sommes capables de résoudre avec aisance ce conflit, en prenant des mesures adéquates au lieu de nous borner à regarder, les bras croisés, comment sont en train de disparaître, par douzaines chaque jour, tous ceux qui ne peuvent supporter les privations dont ils souffrent, et comment il en reste un grand nombre dans un état d’anémie et de consomption tel qu’ils seront pour toujours des cadavres ambulants sans jamais pouvoir se rétablir,. »

Il ordonna que la Police indigène « cherche et aménage un lieu où pourront se réfugier et dormir sous un toit plus de deux cents femmes, enfants et vieillards qui pullulent dans les rues dans un état lamentable », et faisait observer que « le gouvernement Dato a décidé d’intervenir en concédant gratuitement la distribution d’un demi-quintal d’orge à Nador, Zaio, Souk el Arbaa, Hassi Berkan, Afso, Telatza, Dar Driouch, Mont Aroui et Batel », soit, rapporté à la population, à raison de 5,5 grammes par personne. Silvestre, indigné, requit des aides plus importantes, « car les gens meurent matériellement de faim ». Critiquant vertement la passivité des autorités,,, il enchaîna en exposant à Berenguer ses propres idées sur l’aide à apporter, à savoir : distribuer dans les kabilas cinq quintaux (250 kilos) par chef de clan, et augmenter encore l’aide sous forme de prêt, « moyennant un taux de trois pour cent face aux risques qui se présenteraient », ou en échange de travail salarié, dans le cadre d’un plan de stimulation des travaux publics, où « en donnant du travail aux hommes, on ferait que ceux-ci apportent du pain à leurs familles, et de cette manière, en associant charité et travail, on remédierait à la très grave crise que nous traversons », à l’instar de ce que faisait Lyautey dans sa zone. De façon générale, le Rif était pauvre, à telle enseigne que ses habitants désespérés « en venaient dans leur misère à ramasser les excréments des cavaleries [espagnoles] pour les passer au crible et en prélever les petites graines d’orge qui pourraient s’y trouver ».
Berenguer, en revanche, ne se montrait pas aussi sensible, ainsi qu’il ressort d’une sienne lettre du 21 janvier à Silvestre :

« Peut-être la situation de ces kabilas, où existe une situation véritablement critique par la famine tellement énorme qui règne dans le Rif, te permettra-t-elle de pousser plus avant nos lignes jusqu’à ce que cette même élasticité de tes forces portée à sa limite soit l’unique difficulté que tu rencontres pour progresser dans tes avancées. »

#### Actualisation du plan de campagne (mars 1921) et hésitations de Silvestre (mai 1921)
Si Silvestre était infatigable, ses tactiques avaient à l’inverse pour effet d’épuiser son état-major, pendant que lui-même, en s’imposant de très longs déplacements, se privait d’une réflexion objective sur les affaires rifaines. Il tendait aussi à s’accommoder d’une extension démesurée de ses lignes de front, qui totalisaient 67 kilomètres, à quoi s’ajoutait une arrière-garde inextricable. Sur ce maillage, face à un ennemi invisible et à l’encontre de toute raison stratégique, il maintenait 135 positions, où s’étaient retranchés quelque quinze mille militaires espagnols, en ce compris la garnison de la place de Melilla. Au départ d’Anoual, Melilla se trouvait à une demi-matinée de route pour son automobile de commandement, mais à trois journées de marche épuisante pour la troupe.

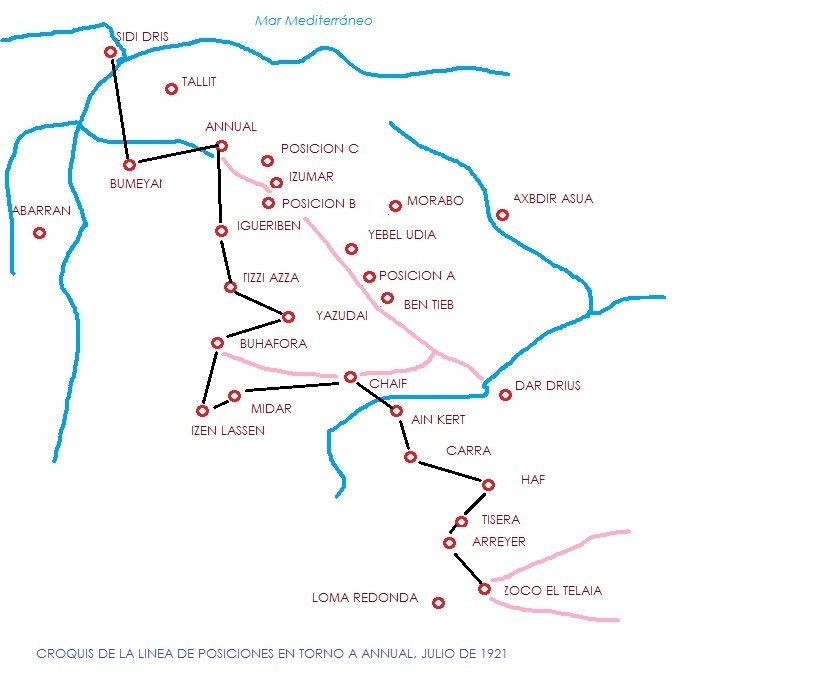
Croquis du secteur d’Anoual, état de situation de juin 1921.

Une lettre de Silvestre à Berenguer du 26 janvier 1921 exprime son point de vue à cette date : se référant aux kabila de Beni Oulichek et de Beni Saïd, il affirmait que « la situation ne peut être plus satisfaisante » et insistait que le domaine de la première citée avait été abordé « sans que la moindre alarme ne se soit produite » et que quelques-uns de leurs notables, dont le caïd Kadour, étaient venus pour le complimenter lorsqu’il s’était trouvé à Anoual. Mais il voyait deux ombres au tableau : d’abord « le comportement passé de ces kabiliens ne permet pas d’avoir grande confiance qu’ils tiennent leurs promesses », ensuite le fait qu’« Anoual […] est virtuellement dépourvu de communications », puisqu’il faut quatre heures par parcourir les 18 kilomètres qui le séparent de Ben Taïeb, ce qui « impose de rendre ce chemin praticable d’urgence pour les automobiles ». Faisant montre de prudence, Silvestre tenait à rappeler à son supérieur qu’il était indispensable de construire des routes pour améliorer les communications dans le Rif, « car elles sont la voie de pénétration pour aller à Al Hoceïma et nous devons nous préparer à temps ». Dans son Plan político-militar a realizar sobre Alhucemas du 10 mars, Silvestre exposait ses idées sur le territoire, sur sa situation politique, sur les manières de le transformer « sans recourir outre mesure à des combats cruels et sans être pressé par le temps, mais sans longs délais » ; il évoquait « la nécessité d’une étude du terrain à déblayer qui soit plus minutieuse que celle qu’on avait été en mesure de faire jusque-là ». À l’opposé, Berenguer apparaît paradoxalement plus exalté dans sa lettre à Eza du 4 février,.
Sidi Driss avait été occupé avec la collaboration de nombreux chefs de kabila, et si l’on avait pu compter sur la bonne grâce de Beni Touzine, l’on disait le contraire des Beni Ouriaghel, et les Espagnols se tourmentaient sur la posture d’Abdelkrim,. Berenguer n’était pas sûr que le moment opportun fût arrivé, point sur lequel, écrit-il dans ses mémoires, « le général Silvestre était tout à fait d’accord et convaincu de la nécessité de cette situation d’attente et de ce qu’il était indispensable de garder par devers soi le fruit, non encore mûr, de l’action politique »,. Les assurances transmises au gouvernement espagnol contrastaient avec les doutes qui pesaient sur les deux généraux, pour qui la situation politique rifaine n’était pas stabilisée et qui estimaient qu’il y avait lieu de suspendre l’activité militaire jusqu’à l’avènement d’une amélioration notable dans la situation politique. Silvestre brossa d’Abdelkrim le portrait suivant :

« Il se dit que du vivant de son père il n’osait rien faire, et que rendu libre par la mort de celui-ci il ose tout, et préférant se passer des civilités acquises lors de sa vie parmi nous, se promène sale et rôti par le soleil, pareil à n’importe quel montagnard,. »

En début d’année (pendant qu’on achevait de fortifier la colline dénudée de Buimeyan), Silvestre demanda conseil à Morales, qui, avec sa circonspection coutumière, lui avait brossé dans son rapport du 16 février, rédigé à usage interne pour la Comandancia General, un tableau objectif de la situation militaire, où il pointait que l’on avait atteint « la limite d’élasticité des forces », recommandait de ne poursuivre l’avancée qu’une fois « terminée l’instruction des recrues, fin avril », et relevait cet autre facteur adverse, à savoir le sort réservé à « Hammou Bouljerif, fils aîné de notre vieil ami, le cheikh Mohammed Bouljerif, assassiné en octobre ». Il arguait que « la seule occupation pacifique des kabilas de Beni Oulichek et de Beni Touzine prendrait tout l’été […] jusqu’à juillet ou août pour le moins ; […] Il ne conviendrait pas, même dans le cas le plus favorable, de franchir le Nekor avant le prochain automne, si nous voulons devoir la réussite à la prudence davantage qu’à l’audace ».
Pour l’historienne María Rosa de Madariaga, « quand Silvestre arriva à Melilla, il avait à l’esprit un objectif bien défini : la conquête d’Al Hoceïma » et était « obsédé » par le désir d’« être le seul à y arriver le premier ». Pourtant, tout indique que c’était là un rêve partagé, un horizon tactique vers lequel tous et de tout temps tendaient. Al Hoceïma avait été en point de mire des opérations militaires dès les tout premiers jours du Protectorat espagnol. Pour preuve, le lieutenant-colonel de cavalerie Carlos López de Lamela écrivait en juillet 1920 qu’Al Hoceïma devait figurer comme « le véritable centre et la base militaire de la zone du Rif », et le ministre de la Guerre Eza s’était exprimé en ce sens au terme de son voyage de 1920.
Une option envisagée pendant un moment prévoyait un débarquement dans le dos des Beni Ouriaghel, selon une idée présentée à Silvestre par un Rifain, connu chez les Espagnols sous le nom de Sibera ; celui-ci, ancien pirate, devenu à l’hiver 1920 riche propriétaire dans sa kabila du cap Morro Nuevo près d’Al Hoceïma, était un ennemi juré de ses voisins Beni Ouriaghel et vint à Melilla s’entretenir avec Silvestre pour lui proposer de débarquer sur ses terres et d’accomplir un coup de main sur Al Hoceïma — scénario que Silvestre abandonna abruptement, malgré sa conviction que Sibera était un « homme qui, à mon jugement, devrait travailler loyalement »,.
Au même moment, les avancées de Silvestre, réalisées à peu de frais, stimulaient tout le corps militaire espagnol, sans excepter Silvestre lui-même, si bien que, quand même il avait déclaré à Eza que la réactivation des opérations dans le Rif n’était pas dans ses projets immédiats, il changea d’avis « après le succès de Beni Saïd et après avoir recueilli les volontés et l’atmosphère publique lors de mon voyage à Madrid » et se décida à s’y « engager tout de go »,.  
Éperonné par la nouvelle de la prise de Chefchaouen et répondant enfin à une demande de Berenguer de janvier, Silvestre envoya à son supérieur le 10 mars 1921 un nouveau plan politico-militaire qui prévoyait de poursuivre l’avancée jusqu’à atteindre le territoire des Beni Ouriaghel en vue de conquérir Al Hoceïma. Deux jours après, Sidi Driss fut prise par les Espagnols. Le même mois, le gouvernement espagnol approuva le nouveau plan et autorisa Fernández Silvestre à franchir le fleuve Amekrane, dont les hauteurs occidentales surplombent la baie d’Al Hoceïma.
Au lendemain de l’entrevue de mars 1921 entre Berenguer et Fernández Silvestre sur l’îlot fortifié d’Al Hoceïma, la marine espagnole pilonna le territoire proche du littoral, dans le but de briser le prestige d’Abdelkrim. Selon certaines sources, une des bombes détruisit la maison d’Abdelkrim à Ajdir,.
Le 1er avril 1921, le ministre Eza, accompagné de son chef d’état-major Gómez-Jordana, se rendit sur l’île d’Al Hoceïma, où l’attendait Silvestre avec Dávila, et où il aurait une entrevue avec des notables de Beni Ouriaghel et de Bocoya. Gómez-Jordana affirmera plus tard que Fernández Silvestre « exacerba ses arrogances et ses menaces, provoquant de la sorte une réaction défavorable aux conséquences fatales » et employa dans son discours prononcé en arabe « des phrases que les notables et les Maures ont considéré comme méprisantes et menaçantes ». Début avril 1921, Berenguer débarqua à Ajdir et y rencontra une vingtaine de notables rifains, qui lui firent part de leurs doutes inchangés en lui indiquant que si les tribus de la côte étaient disposées à collaborer avec l’Espagne, les montagnards de Beni Ouriaghel en revanche s’y refuseront. Dans une lettre à Eza, datée du 17 avril, Berenguer — « plus Silvestre que Silvestre », selon le mot de Juan Pando — communiqua avec assurance : « L’entreprise militaire d’occuper la baie ne présente pas de grandes difficultés ».
Dans la suite, Silvestre médita un plan d’attaque pendant plusieurs semaines, avant de se décider à passer à l’action. Vu que son offensive visait à envelopper Ajdir depuis l’intérieur, ses troupes auraient à affronter quatre kabilas à la fois : les Temsamane, les Beni Touzine, les Tafersit et les Beni Ouriaghel. Ses arrières étaient tenus, sur son flanc droit, par les Beni Oulichek, à qui appartenaient Anoual et le mont Issoumar, par les Beni Saïd, seigneurs du mont Mauro et de Dar El Kebdani, et sur son flanc gauche, par les Metalza, propriétaires de Dar Drius et de Souk-el-Telatza, et enfin par les Beni Bou Jahi, qui venaient d’être dépouillés d’Arouit.
Pour mener à bien son entreprise, Silvestre avait besoin de 60 000 hommes, soit cinq divisions, et de 300 canons, en plus d’avions et de chars d’assaut (quantité d’effectifs et de matériel qui sera du reste engagée en 1926, dans l’opération qui permettra aux Espagnols de reconquérir Anoual), alors qu’en 1921, Silvestre disposait d’à peine 12 000 hommes pour garnir un front long de 35 à 40 kilomètres, et dans les dernières heures avant sa mort, d’un peu moins de 6 000 hommes entre Anoual et Dar Drius. Le reste de ses effectifs, 7 000 hommes au plus, étaient dispersés sur les hauteurs. En face, les Beni Ouriaghel totalisaient 6 000 fusiliers ; les Temsaman, 2800 ; les Beni Touzine, 2500 ; les Tafersit, 600, soit, dans l’ensemble, un rapport de 1 à 2, dans l’hypothèse favorable où l’arrière-garde ne se soulève pas. Berenguer examina le plan de campagne, lui trouva bien quelques défauts, notamment sur le plan politique, mais sans aller jusqu’à le récuser. Dans le même temps, déterminé à défaire Raisuni, il maintint d’avril à mai au pays Jbala le gros de l’armée d’Afrique et la majeure partie des équipements et approvisionnements. Fernández Silvestre en revanche ne disposait guère dans sa partie du Rif que de quelques ambulances et camions, et de mitrailleuses pour la plupart hors service, et était en manque de munitions et surtout d’artillerie,. Il se plaignait de manquer de matériel, y compris du matériel présent en abondance dans le pays Jbala, et manifesta certain jour oralement qu’« une bonne part des équipements alloués à la place de Melilla partait de l’autre côté [vers Ceuta ou Larache] et que lui ne le recevait pas »,. Le 21 avril 1921, il s’embarqua à Melilla pour Malaga et rencontra Eza à Valladolid, puis à Madrid le 23 avril, dans le bureau du ministre au palais de Buenavista, alors siège du ministère de la Guerre. Silvestre ne manqua de lui demander urgemment des moyens financiers et de personnel supplémentaires, mais en vain,.
À l’inverse de ce qui a pu être affirmé maintes fois, Silvestre n’avait pas dissimulé ses intentions à Berenguer, ainsi que l’atteste une lettre de ce dernier à Eza en date du 17 avril 1921 :

« Le général Silvestre pensait, dans les jours où j’étais à Anoual, mener une petite opération pour passer à l’autre rive du fleuve Amekrane ; et une autre pour occuper, à la naissance du fleuve et au fond de la vallée, déjà en contact avec Beni Touzine, une paire de positions. Je ne sais s’il poursuivra la même idée pour laquelle j’ai donné mon autorisation. »

Berenguer, captivé par la conquête en cours, écrivit à son ministre de tutelle : « Je crois que, militairement, le problème d’Al Hoceïma peut être considéré comme étant à la portée de nos mains ». Silvestre avait donc bien l’autorisation de pousser jusqu’à Dhar Ubarran (Abarrán pour les Espagnols), dans les conditions, avec les moyens et au moment qu’il jugerait opportun, avec toutes les permissions de l’État et du roi, et au su de Berenguer et d’Eza.
Silvestre n’adressa plus de lettres à Berenguer jusqu’au 29 mai 1921, c’est-à-dire jusqu’à son retour à Melilla. Il s’était provisoirement abstenu de mener les opérations sur le fleuve Amekrane pour lesquelles il avait reçu l’autorisation. Eza déclarera plus tard devant les Cortes que « d’aucune façon il n’avait montré quelque impatience à avancer sur Al Hoceïma », et Berenguer ne fait pas mention dans ses mémoires de quelque velléité que ce soit en ce sens.
Dans sa lettre à Berenguer du 29 mai, Silvestre signalait que la fête du serment au drapeau avait été une réussite, attendu que 200 chefs des kabilas soumises y avaient assisté, et que seuls Tensamane et Beni Ouriaghel avaient fait faux bond : ces deux dernières kabilas s’étaient, croyait-il savoir, unies politiquement, et Abdelkrim s’affairerait à former une harka mieux préparée, organisée et instruite que de coutume, ce qui était susceptible de rendre difficile « une action armée » et « au plus haut degré une action politique ». Silvestre évoquait également les tractations parallèles menées avec Abdelkrim par le truchement d’Antonio Got, représentant des intérêts miniers espagnols, plus particulièrement de l’entrepreneur et millionnaire Echevarrieta, et reconnaissait n’avoir concernant sa loyauté et ses véritables intentions « aucune opinion bien arrêtée », mais était sûr toutefois qu’Abdelkrim avait réussi à élever « au plus haut degré le moral et l’enthousiasme de tous les Béni-Ourriaghéliens », ; il aurait « donné [aux gens de Beni Ouriaghel] des drapeaux, construit des tranchées, récupéré deux ou trois canons et des fusils-mitrailleurs qu’il y avait dans les kabilas circonvoisines, et les a positionnés, les uns à Youb el Kama, et les autres en face d’Al Hoceïma. » Après avoir exposé à son destinataire l’attitude jalouse des Beni Ouriaghel, des Beni Oulichek, des Beni Touzine et d’autres, il concluait sa lettre comme suit,, :

« Dans ces conditions, il nous faudra beaucoup réfléchir avant d’effectuer une avancée, et c’est pourquoi j’ai dépêché le commandant Villar à Buimeyane afin qu’il traite sur le terrain avec les chefs de Tensamane, et si nous obtenons l’assurance de leur appui franc et décidé, j’opérerai dans cette zone ; dans le cas contraire, j’y réfléchirai d’abord, car nous aurions alors une série de combats sanglants très différents de ceux que nous avons soutenus jusqu’ici sur ce territoire. »

Il vint aussi à suggérer de mener l’offensive sur la gauche, par El Midar, itinéraire de pénétration plus « doux » (blando) que celui par Tensamane.
Fin mai, Silvestre ajouta foi au compte rendu de Villar, qui avait à plusieurs reprises parcouru la zone et était convaincu des avantages militaires du terrain et de la loyauté de ceux de Temsamane, lesquels seraient même selon lui demandeurs d’une occupation de Dhar Ubarran.

#### Poursuite de l’offensive: percée éclair vers Dhar Ubarran et revers (juillet 1921)
Silvestre avait soupesé les possibilités dans les jours précédents et avait conclu que l’immobilité était son principal ennemi. Selon le lieutenant-colonel du régiment África, Fernández de Tamarit, Silvestre souleva la question d’une percée vers Dhar Ubarran le 18 mai 1921 dans le bureau du chef adjoint d’état-major, le lieutenant-colonel Rafael Capablanca. Interrogé, Tamarit se déclara peu favorable à une telle action, à quoi Silvestre, qui avait été son condisciple cadet à l’Académie générale militaire, lui répondit, très énervé, qu’il « n’avait pas d’autre choix que de le faire, même si on ne lui donne pas les ressources qu’il demandait », avant de « mettre brusquement un terme à l’entretien »,. Capablanca quant à lui déclarera devant la Commission d’enquête qu’il avait assisté à deux réunions sur le sujet, lors de la deuxième desquelles, tenue le 28 mai, Morales signala que la harka songeait à établir un poste de garde à Dhar Ubarran (Abarrán), ce à quoi Silvestre répliqua : « Pourquoi nous ne l’établissons pas nous-mêmes ? », se lamentant ensuite de ne pas disposer d’« officiers aussi à la hauteur que lui l’aurait voulu » pour mener à bien ce type d’opération. D’autre part, le rapport commandé à Jesús Villar démontre que la prise de Dhar Ubarran ne fut pas, comme le suggère Capablanca, le produit d’un soudain coup de tête de Silvestre le 28 mai, mais qu’elle avait été envisagée dès avant le 25 avril. Dávila, persuadé par la fermeté de son supérieur que la décision était d’ores et déjà arrêtée, insista qu’au moins on emmène de l’artillerie. Alors que Villar s’y montra opposé, alléguant que cela « va gêner », Silvestre au contraire se rangea à cet avis.
Si certes Villar, en qui Silvestre faisait pleine confiance, avait auparavant parcouru la zone concernée et recueilli les marques de loyauté de Tensamane, d’autres restaient sceptiques et avaient mis en garde Silvestre ; à la dernière minute même, des doutes avaient surgi quant à l’allégeance de Tensamane, mais Silvestre n’en avait probablement pas été informé. Se croyant donc assuré de l’appui des chefs de Tensamane, Fernández Silvestre donna finalement l’ordre d’établir une position militaire sur le cap Quilates, bras oriental de la baie d’Al Hoceïma, sur la ligne de partage entre les bassins des fleuves Amakrane et Nekor, avec le propos d’y mettre sur pied les colonnes destinées à conquérir à partir de là Al Hoceïma,.
Ainsi, vers une heure du matin le 1er juin 1921, Villar, emmenant un contingent de 1 500 hommes, lequel comprenait des Regulares et une batterie d’artillerie que commandait Diego Flomesta, franchit le fleuve Amekrane, fit mouvement ensuite vers le mont Dhar Ubarran, s’empara de la hauteur et y laissa deux compagnies,, tout cela à la vue de la harka, qui se tenait à seulement cinq km de distance, mais sans rencontrer d’opposition. Après y avoir positionné les canons, et laissé le commandement de la position au capitaine Huelva, de la Police indigène, Villar s’en retourna à Anoual, mais en emportant avec lui les deux compagnies de mitrailleurs, et laissant ainsi la position démunie d’armes automatiques,,, ce que Silvestre ignorait sur le moment et n’apprit que plus tard. Silvestre assista à toute l’opération depuis Anoual, où il était arrivé vers les neuf heures. Cette occupation de Dhar Ubarran avait été conçue par Silvestre comme une opération de police, sans caractère strictement militaire, sur la foi des confidences faites au commandant Villar par les autochtones de Tensamane, s’ajoutant au désir de Silvestre d’émuler les succès de Berenguer sur le front occidental. D’autre part, dans sa première communication avec Berenguer au sujet de l’opération, Silvestre avait omis de mentionner que de l’artillerie allait être acheminée à la nouvelle position, point pourtant suffisamment important pour que le haut-commissaire en soit dûment informé.
Cependant, le même jour (1er juin 1921), aussitôt après le départ de la colonne principale, la nouvelle position fut violemment attaquée et reprise par une harka rifaine. Les forces espagnoles, que Villar ne parvint pas à regrouper en vue d’une contre-attaque, furent prises de panique et se débandèrent. Dans l’attaque rifaine périrent 179 des 250 militaires espagnols, dont la totalité des officiers, à l’exception de Flomesta, qui fut fait prisonnier, tandis que la batterie d’artillerie tombait aux mains de la harka,.
Tôt dans la matinée du lendemain 2 juin, Sidi Driss, position côtière, subit également un assaut des Rifains, résista d’abord avec l’appui de la canonnière Laya, au prix de la mort d’une centaine d’Espagnols,, avant que la décision de retrait ne soit prise. Il apparaissait à présent que Silvestre avait dispersé à l’excès ses troupes, qui s’étaient trop avancées sans avoir assuré leurs arrières et leurs lignes d’approvisionnement. En effet, vu dans une perspective plus large, ce fut de la part de Silvestre une faute grave que de franchir la rivière Amakrane et d’établir une position sur la colline de Dhar Ubarran, c’est-à-dire sur le territoire de la kabila de Tensamane, qui lui était hostile, sans tenir compte de la possibilité d’une riposte rifaine. Sans aucun doute, Silvestre s’était aventuré au-delà de ce que lui permettaient ses moyens, et Berenguer, entièrement pris par sa propre campagne, le laissa faire, manquant ainsi à son devoir de le contrôler.

#### Repli sur Anoual et reconfiguration de la ligne de défense
Fernández Silvestre, rentré entre-temps à Melilla, apprit la défaite le lendemain de l’attaque du 1er juin et, visiblement nerveux, réclama son automobile de commandement et ordonna de prendre en toute hâte le départ pour Anoual,,. Sa première mesure fut d’annuler l’opération prévue pour le 2 juin à Beni Touzine, après quoi il eut soin de masser davantage d’effectifs à l’avant-garde, en mobilisant des troupes du régiment África, sous les ordres du « brillantissime » Fernández de Tamarit, ainsi que les régiments San Fernando et, en guise de réserve, Alcántara. Arrivé de nuit au camp de Batel, « ému au point que les larmes lui montaient aux yeux » (selon ce que rapportera Tamarit), il avoua à celui-ci qu’il avait commis une erreur et lui confia qu’il craignait « un autre coup de force contre Sidi Driss ou contre Anoual »,, avant d’annoncer avec fermeté : « Je m’en vais à l’instant à Anoual avec la voiture, tant pis si je me fais tuer, ce qui vaudrait mieux, vu que c’est par la faute d’autres que cette vilenie m’est tombée dessus. »,, À Izzoumar, entre Ben Taïeb et Anoual, son véhicule fut attaqué et reçut plusieurs impacts de balle, mais sans conséquences graves. À Anoual, aidé de son commandant en second Navarro, il s’attela à partir du 3 juin, c’est-à-dire deux jours après Dhar Ubarran, à compléter son dispositif, par la création d’une position à Talilit, à mi-chemin entre Sidi Driss et Afrau, par le renforcement de Buimeyane, morne sis en avant d’Anoual, servant de poste avancé, etc., et ordonna d’autre part à Tamarit de renforcer les défenses du camp d’Anoual, ce qui fut fait par la construction de deux redoutes et de deux lunettes.

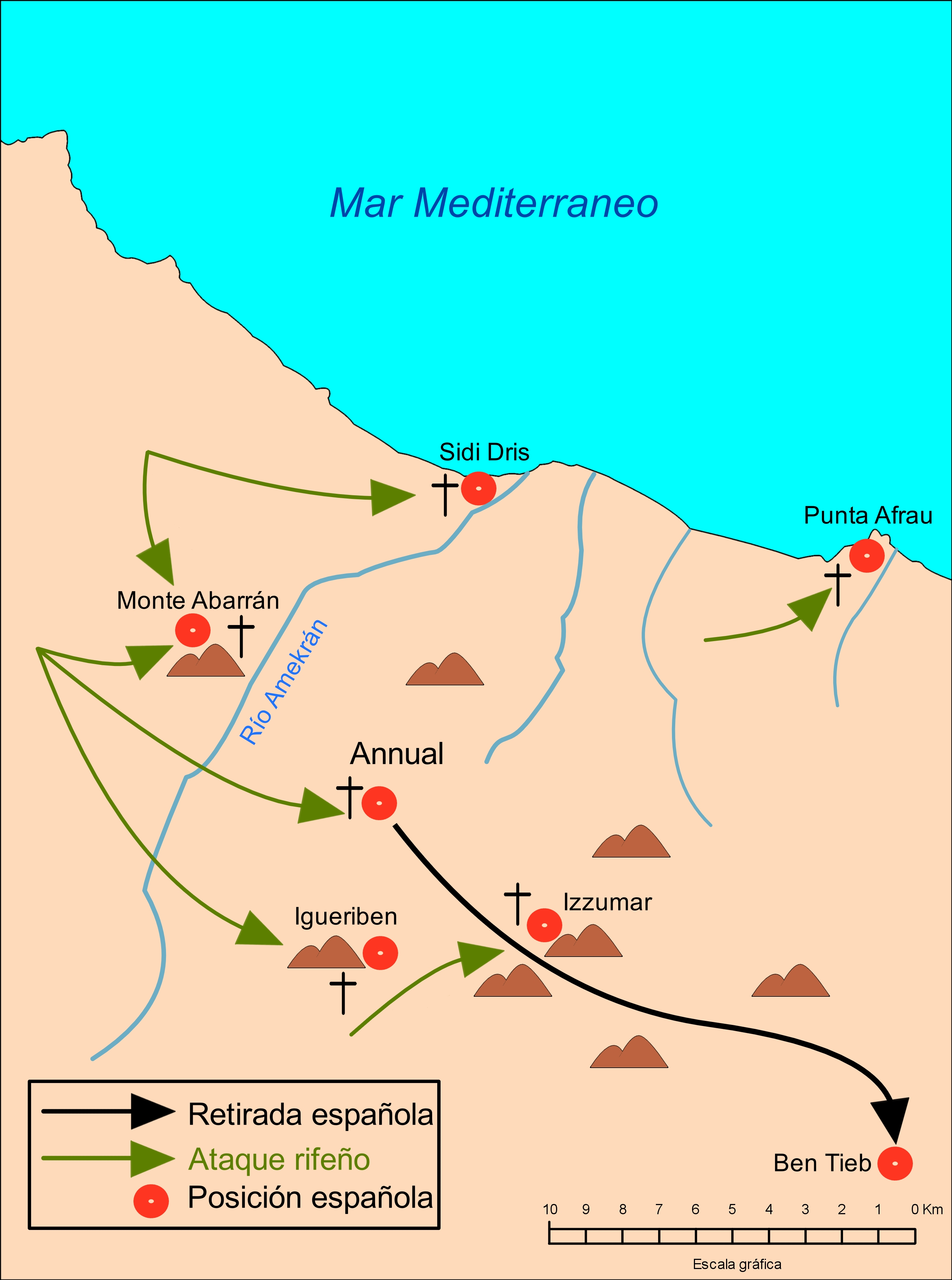
Représentation des principaux affrontements aux alentours d’Anoual.

Le 5 juin suivant, Silvestre et Berenguer, montèrent, en vue d’un entretien, à bord du croiseur Princesa de Asturias mouillé au large de Sidi Driss,. Tout d’abord, Silvestre remit à son supérieur un rapport établi par ses services, où le revers de Dhar Ubarran était imputé à la défection de la harka « amie » de Tensamane, puis les deux hommes eurent une vive discussion, où Silvestre reconnut que « le coup avait été très dur » et qu’il renonçait « à faire un pas de plus avant d’avoir fortifié la ligne », qu’il jugeait « très faible », et où il revint à la charge avec ses requêtes d’armement, de munitions, de financements pour la construction de routes, ainsi que d’effectifs, en particulier la mise sur pied d’une unité de choc, le groupe de Regulares Alhucemas. Après que Berenguer eut répliqué : « Pour faire quoi veux-tu le Groupe, alors que sur ton territoire tu as mis au repos la moitié de celui de Melilla ? », la discussion s’envenima, les deux généraux ne cessant de s’envoyer mutuellement des reproches, au point que les commandants du croiseur finirent pas redouter que les échos de ce pénible spectacle ne parviennent malencontreusement aux oreilles de l’équipage,,,,. Du reste, Silvestre essuya un refus à toutes ses demandes de renforts pour la Comandancia de Melilla.
De retour à Tétouan le lendemain, Berenguer annonça par câblogramme au ministre Eza qu’« à l’heure actuelle, rien ne se présente qui puisse occasionner la moindre alarme ou inquiétude ». De retour à Melilla après l’entrevue, Silvestre dit rageusement à l’un de ses assistants : « Sais-tu ce qu’il [=Berenguer] m’a dit ? Qu’il ne pourra pas avant trois mois m’envoyer les renforts que je lui ai demandés, et qu’il enverra alors un bataillon du Tercio, une batterie et le tabor de Regulares de Ceuta ; eh bien, nous dirons à Abdelkrim qu’il veuille bien attendre. »,,,
Silvestre demanda l’autorisation à Berenguer d’organiser contre Dhar Ubarran une opération de riposte immédiate propre à remettre les choses à leur place sur le terrain, mais Berenguer, déterminé à ne pas permettre de nouvelles percées en avant de la première ligne, lui refusa son feu vert. La défaite de Dhar Ubarran, la première et la plus retentissante de Silvestre comme commandant général de Melilla, était donc appelée à rester sans réplique, ce qui à coup sûr à dû porter un coup au moral des troupes espagnoles en plus de renforcer celui du camp ennemi,. De fait, ce qui seul préoccupait Berenguer était de perdre la bataille contre Raisuni, ce qu’il allait reconnaître dans ses mémoires, quand il écrit : « j’en revins à mon plan primitif, qui avait toujours été de réserver cet important problème [=le Rif] pour l’étape finale de l’occupation de la côte » — autrement dit, il entendait terminer d’abord la guerre en cours avant d’en entreprendre une autre,. Dans ses mémoires, il écrit encore que Dhar Ubarran fut « une surprise, un excès de confiance, la confirmation de l’attitude rebelle, imprudemment méconnue, des Tensamane et des Beni Ouriaghel » ; mais l’incident de Dhar Ubarran était, d’après lui, la conséquence d’« erreurs locales, de tactique ou d’appréciation », soit une perte mineure et circonstancielle,.
En outre, tant Berenguer que Silvestre estimaient que le revers de Dhar Ubarran et de Sidi Driss n’avait eu aucune répercussion dans les kabilas situées derrière la première ligne, ce pourquoi leurs directives générales étaient centrées avant tout sur la sauvegarde du front et sur l’amélioration des positions qui le constituaient, en attendant que la prise en mains politique et l’apprivoisement des kabilas hostiles aient créé les conditions propices à une future avancée,.
Silvestre, pas davantage que Berenguer, ne sut évaluer correctement l’incident, l’interprétant comme un simple revers isolé et méconnaissant qu’il représentait un point d’inflexion. Mais ce fut le cas aussi d’Abdelkrim, qui continua de négocier avec les Espagnols, et de la presse spécialisée, dont notamment la revue militaire bien informée La Correspondencia Militar, qui dans son édition du 7 juin 1921 indiquait que « toutes les sources autorisées s’accordent à dire qu’il s’agit d’un fait isolé qui n’aura pas de répercussion » ; à la décharge des généraux, on pourrait invoquer l’apparente accalmie qui suivit Dhar Ubarran. En fait, les Beni Ouriaghel avait mis en œuvre une défense avancée, afin que la bataille ne soit pas livrée sur leur propre terrain, mais sur les confins de Tensamane ; que Silvestre ait voulu mener une simple opération de police ou qu’il ait donné le coup d’envoi d’un vaste plan de conquête, il demeure qu’en franchissant le fleuve Amekrane, Silvestre avait confirmé toutes les craintes rifaines d’une invasion.
Si Berenguer indique dans ses mémoires que Silvestre n’avait en aucun cas outrepassé ses attributions, et que l’opération de Dhar Ubarran présentait toutes les caractéristiques d’une action de « police indigène », il nuance toutefois cette affirmation en pointant que la « petite opération de passer à l’autre rive de l’Amakrane » pour laquelle l’autorisation avait effectivement été délivrée, ne se référait pas nommément à Dhar Ubarran. Silvestre avait été autorisé, comme Berenguer l’avait signalé dans sa lettre à Eza du 17 avril, à exécuter une « petite opération pour passer à l’autre rive de l’Amekrane », une « opération de police », ce que Silvestre allait s’obstiner à affirmer qu’elle avait été ; cependant, pour Berenguer, Dhar Ubarran « est un accident sur le terrain de la plus haute importance […] un bond sur le front de huit à dix kilomètres », ce qui représente bien davantage qu’une opération de police. Il estime en outre que l’opération fut mal conçue et résultait d’« une légèreté du renseignement, d’un erreur d’appréciation », d’« un excès de confiance », aggravé par la décision d’acheminer de l’artillerie, dont l’« usage, selon ce qui m’a dit le commandant général, n’avait pas été autorisé par lui » — par quoi Silvestre aurait manqué à la vérité devant son supérieur,.
Fernández Silvestre maintint donc ses positions et deux jours plus tard, soit le 7 juin, poursuivant son plan, s’empara également des collines d’Ighriben (appelé Igueriben par les Espagnols), à 5 km environ au sud d’Anoual, et ordonna de construire sur l’une d’elles un camp fortifié,,. Celui-ci, visible d’Anoual, ne disposait d’un point d’eau qu’à 4 km et demi de distance et dépendait entièrement d’Anoual pour son ravitaillement, qui allait dans la suite virer au combat quotidien. Silvestre donna leur congé aux conscrits de 1918, pour les remplacer par des conscrits de 1920, se privant de la sorte des services de 3 000 vétérans. Derechef, il sollicita des renforts, à savoir et à nouveau le groupe de Regulares Alhucemas, qui lui sera refusé une fois de plus, ainsi que des armes automatiques. Le ministre Eza s’engagea parcimonieusement à lui envoyer vingt mitrailleuses, nommément des Colt, de médiocre qualité.
Comme de juste, une harka fut constituée à la faveur de l’incident de Dhar Ubarran et se livra à une série d’escarmouches pendant plusieurs jours. Pourtant, dans l’opinion de Berenguer, le succès avec lequel les attaques rifaines purent être repoussées prouvait que Melilla avait bien la capacité de se défendre sans nécessité d’accroître ses ressources.
La réaction de Silvestre face aux événements peut être inférée des télégrammes qu’il envoya au mois de juin à Berenguer et que celui-ci retransmettait à Eza. S’y manifeste en particulier sa tendance à escamoter la réalité pour ses supérieurs quand elle était désagréable. Comme cela fut relevé par le général García, « dans aucun des télégrammes par lesquels le général Silvestre rend compte des agressions ou des combats, il ne manque une phrase propre à tranquilliser le général en chef » et à dissimuler l’ingrate réalité. De même, il ne se lassait pas de requérir des moyens supplémentaires, qui à aucun moment ne lui seront fournis : le 8 juin, après avoir adressé par télégramme à Berenguer une demande désespérée de renforts, Silvestre aurait reçu de la part du roi Alphonse XIII en personne un télégramme qui, commençant par l’exclamation « ¡Olé los hombres! » (Hop les hommes !), encourageait Silvestre à continuer d’avancer et à s’efforcer de remporter de glorieuses victoires,,. Ultérieurement, Berenguer allait alléguer que les informations reçues étaient confuses et ne dénotaient pas d’urgence ni de péril particuliers. Le peu d’empressement à répondre à la demande de secours de Melilla s’explique d’une part par l’inaction et la faible détermination tant du ministre que du haut-commissaire Berenguer, malgré la détresse qui transparaissait dans chacun des messages de Silvestre, et d’autre part par la soudaineté des événements.

#### Siège d’Ighriben par les harkas

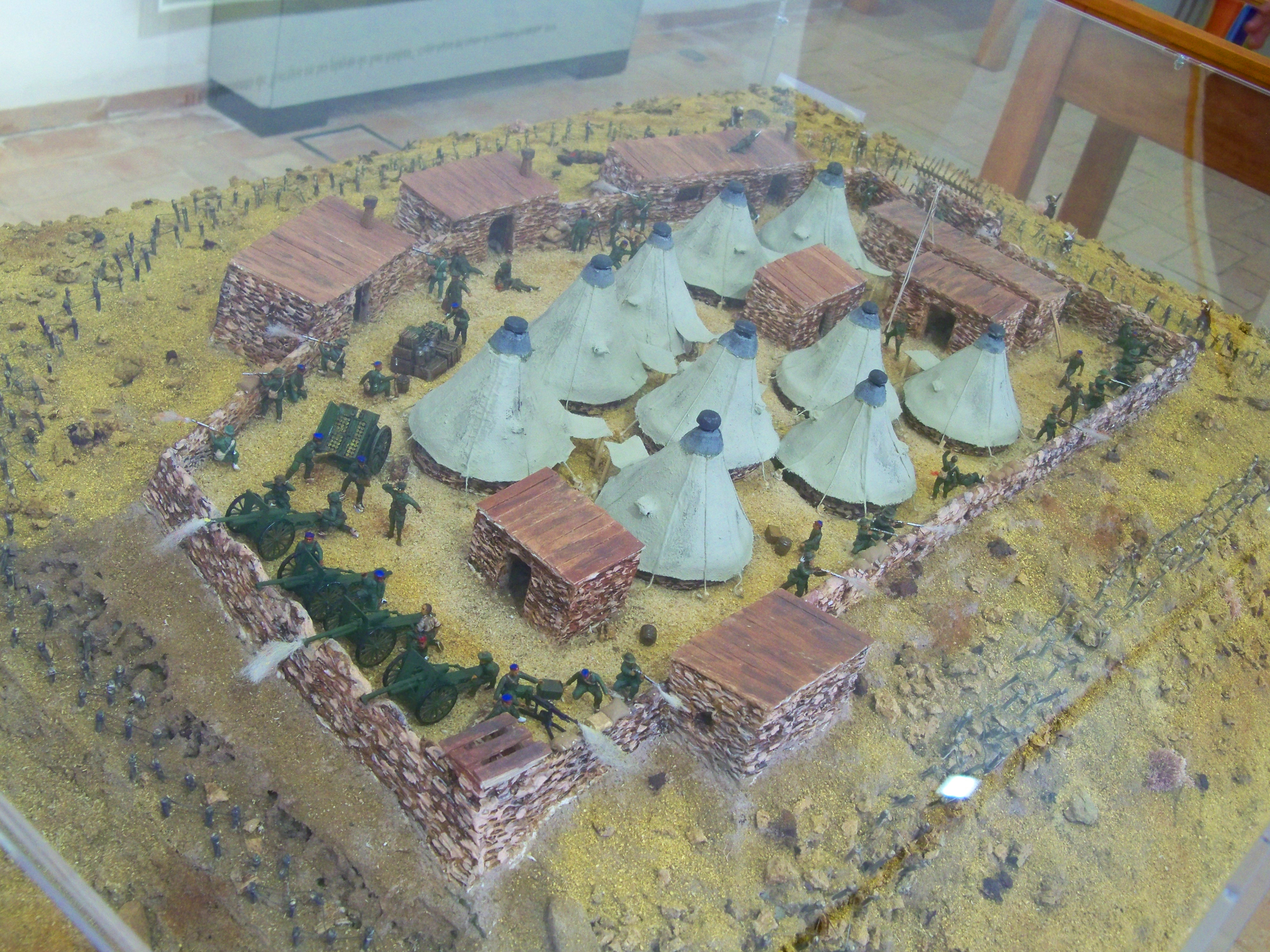
Maquette du camp d’Ighriben, où assiégés et assaillants sont figurés en action.

Le 17 juillet 1921, Abdelkrim, à la tête des Beni Ouriaghel et avec le soutien d’autres clans qui s’étaient ralliés à sa cause à la suite du succès obtenu à Dhar Ubarran, et enhardi par la prise de Dhar Ubarran, entreprit, dans le cadre d’une attaque générale contre les lignes espagnoles, de mettre le siège devant la position d’Ighriben (ou Igueriben), en s’aidant de deux des canons pris comme butin à Dhar Ubarran. Selon certains auteurs, ce fut une autre erreur de Silvestre que de rester passif devant l’expansion progressive (notamment par le creusement de tranchées) du dispositif militaire de la harka qui encerclait Ighriben,.
Le siège se prolongeant, et tandis qu’une lutte farouche, au corps à corps, se poursuivait sur le talus de rempart, les défenseurs du camp avaient commencé à garder leur urine, sur la foi d’affirmations selon lesquelles l’urine, une fois refroidie et moyennant adjonction de sucre, pouvait se boire.
Le 19 juillet 1921 à 23 h 30, Silvestre, se trouvant de nouveau à Melilla, rédigea une dépêche à l’adresse du ministre Eza, lui demandant l’envoi du matériel suivant, alors qu’il savait pertinemment que de telles quantités n’étaient pas disponibles : 15 000 grenades de 75 mm et autant de 70 mm, « en plus de quinze mille de chaque classe pour réapprovisionner ; vingt mille fusils, dix millions de cartouches Mauser et deux millions de cartouches Remington », ensuite 60 000 obus de canon et 12 millions de projectiles de fusil, tout en spécifiant le délai : « Comme les besoins sont pressants, je demande à V. E. que l’envoi se fasse au titre d’extrême urgence, à partir du parc [de munitions] le plus proche de cette place, afin de disposer de ces éléments dans un délai maximal de dix jours. », Il continuait d’envoyer des dépêches à Berenguer, qui dirigeait sa propre campagne militaire depuis son camp de Rokba-el-Gozal au pays Jbala, face aux lignes de Raisuni, et qui faisait suivre les messages de Silvestre vers Madrid. Le 20 juillet, alors qu’Ighriben subissait son 4e jour de siège, il sollicita d’une part la collaboration de l’Escadre de marine, qui consisterait à ce que « des vaisseaux de guerre, au nombre de trois ou quatre, se présentent dans la baie d’Al Hoceïma pour simuler un débarquement, tout en bombardant tout le littoral à portée de ses tirs » (mais en ayant soin, prévenait-il à l’intention de Berenguer, que le pilonnage proposé ne soit effectué qu’après « évacuation préalable de la population constituée de nos loyaux amis »), et d’autre part l’intervention de l’aviation, sous les espèces d’une escadrille, soit six appareils, sachant que Berenguer avait 18 avions à Tétouan et quatre à Larache, contre six à Melilla, dont un hors service. Berenguer manifesta son accord avec Silvestre, assentiment toutefois suivi d’aucune démarche concrète.
Dans le camp d’Ighriben, la situation devenait critique. Un seul convoi de ravitaillement réussit à atteindre la position, non sans subir de lourdes pertes ; tous les autres convois dépêchés entre les 18 et 20 juillet furent repoussés. Le 21 juillet, l’ultime tentative d’acheminer de l’eau à Ighriben ayant avorté, la garnison, épuisée, décida en désespoir de cause de briser l’encerclement et de tenter une sortie, qui permit à quelques rares soldats seulement d’atteindre Anoual. Dans la foulée, les Rifains attaquèrent aussi le camp d’Anoual, où se trouvaient cantonnés quelque 5 000 soldats espagnols.

#### Attaques rifaines sur Anoual et retour de Silvestre (juillet 1921)
Dans la dernière lettre personnelle et confidentielle que Fernández Silvestre adressa à Berenguer à la date du 15 juillet 1921, il rappela non seulement le fait qu’il avait inlassablement demandé les équipements nécessaires, mais aussi que « toi-même tu reconnaissais dans ta lettre du 21 janvier [que] mes forces étaient arrivées à la limite d’élasticité » ; si, écrit-il, les crédits destinés à construire des routes avaient été dégagés, tel que prévu dans le Plan à réaliser sur Alhucemas, « on aurait pu agir avec toute l’efficacité au mois de mai », car alors les voies indispensables auraient été aménagées. Il se désolait aussi de ce que d’autres routes, comme celle reliant Anoual à Sidi Driss, n’étaient pas construites, et faisait observer surtout que le tronçon ferroviaire entre Ben Taïeb et Batel n’avait pas été achevé,.
Dans la nuit du 19 au 20 juillet 1921, par un télégramme envoyé de Melilla, Silvestre communiqua à Tétouan qu’en vue de son départ pour Anoual il apprêtait le peu de ressources dont il disposait, et sollicita l’« envoi de renforts en hommes et équipements en quantité que V. E. estime suffisante », sans préciser plus avant sa demande. Berenguer devait déclarer plus tard à ce propos que les besoins de Silvestre ne lui apparaissaient pas alors clairement, ni leur degré d’urgence. Le texte de ce message révèle à quel point ses rêves s’étaient effondrés en seulement quelques heures : alors que quatre jours auparavant, il projetait encore des offensives d’envergure, il devait reconnaître à présent que la position d’Ighriben était cernée, sans que l’on ait pu « briser l’encerclement », et avait conscience des « équipements très comptés qui me restent » et de ce qu’il avait « mobilisé à Anoual la totalité des forces disponibles ». Il avait en effet tenté d’improviser de nouvelles unités avec le peu d’hommes restés à Melilla, et, comme ultime ressource, s’était proposé de lever des harkas amies. Tout ce qui lui restait d’effectifs avait été dépêché au front : les soldats affectés à des tâches bureaucratiques à Melilla avaient été requises et transférées en seconde ligne derrière la zone avancée (secteurs de Dar El Kebdani et de Dar Drius) ; les Regulares de repos à Nador avaient reçu l’ordre de se mettre en marche ; le régiment Alcántara avait rejoint la position de Drius, et Morales, avec la Police indigène dans son entier et avec tous les « Maures amis » qu’il avait pu réunir, s’était mis en route pour Anoual, de même que deux compagnies d’appoint de sapeurs,.
D’autre part, Silvestre, toujours à Melilla, remit sur la table l’idée utopique d’une nouvelle base militaire sur le fleuve Saleh, et donna ordre à une colonne de faire mouvement vers Dar El Kebdani pour y établir une position, puis, à partir de là, de créer une voie de communication terrestre avec Anoual pour pouvoir l’approvisionner par voie maritime, dans l’éventualité où l’ennemi couperait la route Anoual-Ben Taïeb. Le commandant d’état-major Alfonso Fernández fit observer que le chemin existant était mauvais et praticable seulement par des fantassins et par le bétail, mais, dédaignant cette remarque, Silvestre persista dans son projet, bien qu’il en fût alors trop tard, vu que déjà on craignait un encerclement d’Anoual.
Enfin, le 21 juillet à 7 h 15, Silvestre fit part à Berenguer par télégramme qu’il était sur le point de partir pour Anoual avec tous les hommes qu’il avait pu réunir, un tabor de Regulares et cinq escadrons de chasseurs Alcántara, soit 881 hommes au total. Dans la matinée du même jour, sur demande de Berenguer, il livra le détail des forces à sa disposition et de celles, nombreuses, dont il aurait besoin. Parti de fort bonne heure ce jour-là, il arriva à Anoual à 12 h 30, au moment où Morales et Manella venaient d’échouer à la tête de deux colonnes de secours envoyées par Navarro pour tenter de libérer la position d’Ighriben,. Cet échec l’exaspéra, plus fortement encore quand il lui fut fait lecture du rude message que Benítez avait envoyé par signalisation optique : « On croirait que c’est un mensonge que vous laissiez mourir vos frères, une poignée d’Espagnols qui ont su se sacrifier devant vous. »,,,. Silvestre accorda à Benítez son autorisation de parlementer avec l’ennemi, ce qui lui valut de la part de Benítez une fin de non-recevoir : « Les officiers d’Ighriben meurent mais ne se rendent pas. » L’option restante consistait à repositionner l’artillerie sur les hauteurs pour frapper de flanc la harka, ce dont il chargea le capitaine Blanco, qui plaça les quatre pièces de 70 mm de manière à surplomber la scène de combat, avec un résultat appréciable, quoique bien tardif.
Fernández Silvestre envisageait de tenter personnellement une « sortie avec un groupe de force et pousser énergiquement l’opération », à quoi Navarro réagit à juste titre que ce n’était pas là le travail d’un commandant général, et qu’il était prêt à diriger lui-même une telle attaque « à outrance » — mais finalement Silvestre renonça au projet car il était, aux dires de son aide de camp, « convaincu que l’état d’esprit pessimiste prédominait chez tous [les chefs militaires] », sentiment qui lui serait confirmé ensuite lors d’une réunion qu’il improvisa avec eux.
À trois heures et demie de l’après-midi du 21 juillet, Silvestre se tourna vers deux de ses officiers, le commandant Tulio López Ruiz et le lieutenant-colonel Manera, et leur ordonna de tirer au sort lequel des deux resterait à ses cotés, car il ne voulait garder auprès de lui qu’un seul adjoint. Silvestre remit à López Ruiz, que le sort avait désigné au départ, la clef de son bureau à la Comandancia de Melilla, avec mission d’aller retirer certains objets de son usage particulier et une somme de mille pesetas à remettre à sa mère, qui étaient, dit-il, les seules économies qu’il possédait,,. Il donna aussi l’ordre à Navarro de « retourner à Melilla et d’embrasser sa mère », à quoi d’abord Navarro se refusa, avant de s’en aller le même jour remplacer Silvestre à la Comandancia General.
Toujours rivé au télégraphe, Fernández Silvestre expédia le 21 juillet à 19 h 30, alors que l’évacuation d’Ighriben venait d’être décidée, l’une de ses dépêches les plus dramatiques, adressée cette fois au ministère de la Guerre, et s’énonçant comme suit : « commandants et officiers, morts suicidés sur les barbelés. Retraite très sanglante. […] totalement encerclé par ennemi ; […] En raison situation gravissime et oppressante, il m’est de la plus haute urgence envoi divisions avec équipement complet. Tenterai efforts de toute sorte pour parvenir à sortir de cette situation des plus difficiles […] »,,.
Lors de la retraite d’Ighriben, Silvestre, en voyant la masse confuse d’amis et d’ennemis entremêlés se diriger vers sa ligne, aurait, selon un témoignage, ordonné d’ouvrir le feu sur eux.
Après la perte d’Ighriben, Silvestre, gardant un certain optimisme pendant encore quelques heures, envoya à 19 h 30 un ordre à Melilla, portant que le lieutenant-colonel Primo de Rivera, qui commandait à ce moment le régiment Alcántara en l’absence de Manella, devait rassembler tous ses escadrons à Drius et se diriger avec eux à Ben Taïeb, où il devait recueillir les trois compagnies Ceriñola qui s’y trouvaient, en plus d’une de sapeurs, puis s’atteler à établir un nouveau poste entre la position B et Djébel Uddia ; ces consignes tendent à prouver que Silvestre songeait alors encore à tenir bon à Anoual ; cependant, il devait changer d’avis plus tard dans la nuit de ce 21 juillet.

#### Encerclement et décision de retraite
C’est à ce moment environ que Silvestre commença à déraisonner, ainsi qu’il ressort du radiogramme qu’il expédia à Berenguer le 21 juillet 1921 à 16 h 13 : « Commandant général, je communique d’Anoual à V. E. qu’il est de haute nécessité d’envoyer un bataillon de chemin de fer et du matériel Decauville (pour voie étroite), en quantité suffisante pour établir une ligne de Ben Taïeb jusqu’à Tiztoutine […]. »,,
Dans la nuit du 21 juillet, le camp d’Anoual était cerné par les harkas rifaines, de telle sorte qu’il était téméraire désormais de s’approcher du point d’eau, sous le feu constant de l’ennemi. Le bétail apeuré totalisait « plus de mille têtes » et les hommes de l’artillerie « avaient passé deux jours sans boire » (d’après les documents du rapport Picasso). Les effectifs de la harka étaient estimés entre 8000 et 10 000 hommes, tandis que les Espagnols n’étaient que 5379, dont 194 officiers. À 22 h 35, Silvestre dicta encore un télégramme à Berenguer, où s’exprimait son désespoir mais aussi un reste de lucidité : « Avec navires guerre grand tonnage et avec forces débarquement on pourrait projeter établir ligne de positions de la côte vers Anoual à partir embouchure Tazaguin, entre Sidi Salah et Ras Afrau : à cela contribueraient harkas amies (celle de Beni Said) et cette colonne, mais avec la plus haute urgence, dans cas contraire, inutile. »,,,
Ce nonobstant, Silvestre choisit de résister encore, tandis que la fuite de quelques officiers, s’échappant dans des automobiles, contribuait à ébranler le moral de la troupe. De surcroît, l’ensemble des askaris (policiers indigènes) et des harkis amis se mirent à déserter et ouvrir le feu sur les Espagnols,,. Il n’y avait pas de citernes, et le point d’eau, sis à 400 mètres, restait à la merci des Rifains postés sur les hauteurs proches qui dominaient l’endroit. Selon certains témoignages, le Rifain Kadour Amar, qui devait rester fidèle à Silvestre jusqu’à la fin, lui déconseilla la retraite, prédisant que les harkas amies se soulèveraient au fur et à mesure que les troupes espagnoles se retireraient. Des témoins affirment qu’à ce moment, devant l’alternative de soutenir un siège dans des conditions aussi précaires ou de faire face aux conséquences d’une évacuation épineuse, Silvestre « avait d’ores et déjà perdu toute foi et tout espoir »,.
Le soir du 21 juillet et le 22 juillet au matin, les réunions des chefs d’unité se succédaient à Anoual, trois en un peu plus de douze heures selon certains témoignages,,. Silvestre, après avoir averti qu’il craignait un soulèvement des Beni Oulichek et observé qu’il ne restait plus de munitions que pour un seul combat sérieux, émit l’opinion que la garnison devrait forcer un passage en direction de Ben Taïeb, cette opération, dût-elle coûter 50 % en victimes, étant de toute façon préférable à l’option de demeurer sur place, d’où personne ne sortirait vivant,. Au début, les avis étant divisés entre l’option de se retirer en règle et celle de se cramponner à la position,,. Morales dit que s’il y avait des munitions, on devait rester à Anoual, dans le cas contraire, se retirer, quand même la route serait « pleine d’ennemis et que personne ne passerait ». Hormis Manella, tous les autres penchaient pour la retraite. Selon un autre témoignage, Silvestre lança la discussion en signalant : « messieurs, nous sommes assiégés […]. Nous n’avons plus les moyens de former une colonne qui vienne nous secourir […] Je voudrais que vous décidiez avec moi si nous devons rester ou s’il faut quitter Anoual ». Morales, le premier à répondre, dit qu’il « était tard » pour un repli, qu’ils « ne pourraient pas arriver à Ben Taïeb ». Un officier exposa qu’ils avaient de la nourriture pour quatre jours, et « plus d’eau du tout », et que les réserves se montaient à quelque 200 000 cartouches et à une vingtaine d’obus d’artillerie, soit au total « guère plus que pour un combat ». Après cet exposé, Morales se rangea à la majorité, et les officiers d’artillerie et du génie se déclarèrent partisans de « la retraite immédiate ». Après avoir entendu chacun, Silvestre décida que « le matin suivant, à six heures, la retraite serait organisée », c’est-à-dire le repli sur Ben Taïeb, pour y stationner comme force de réserve,. L’idée surgit aussi (de la bouche de Manella) d’entamer des pourparlers avec Abdelkrim, que Silvestre rejeta avec dédain, disant qu’il n’avait rien à lui offrir,. Le choix de la retraite finit donc par prévaloir, et il fut décidé d’accomplir « la retraite par surprise », c’est-à-dire nuitamment, en prenant l’ennemi de court et en brisant ses lignes, afin aussi d’éviter une ascension du col du Jebel Issoumar en plein soleil. Pendant la discussion, Silvestre plaida à plusieurs reprises pour la retraite en invoquant la « nécessité de couvrir la place de Melilla », compte tenu qu’il n’y avait guère de troupes entre celle-ci et Anoual, ni dans la ville elle-même. Un repli, calcula-t-il, coûterait environ mille hommes, que l’on pourrait compenser par les garnisons recueillies au fur et à mesure de la marche. Il s’agirait d’atteindre Drius, et de s’y maintenir pendant huit à dix jours, le temps que prendront les renforts à arriver.

Retraite d’Anoual et itinéraire suivi par les troupes espagnoles jusqu’à Mont-Arouit.

Un témoin assure qu’au matin du 22 juillet, Silvestre fit part qu’il « avait renoncé à se retirer » et qu’il attendait des renforts censés débarquer sur le littoral (il s’agissait de ceux annoncés par Berenguer), à quoi ses interlocuteurs rétorquèrent que ces renforts n’étaient pas suffisants et qu’ils ne seraient pas en état d’arriver ni par Sidi Driss ni par Afrau. Silvestre suggéra alors Melilla comme point de débarquement, mais cela impliquait que les forces d’appoint n’arriveraient pas avant le 27 juillet.
Fernández Silvestre tint à souligner qu’il assumait la responsabilité de l’ordre d’évacuation, qu’il en rendra compte au gouvernement, et qu’il répondra de tout en personne. Enfin, le 22 juillet à 4 h 45, il décida d’envoyer d’Anoual un nouveau et ultime télégramme à son ministre de tutelle Eza, avec copie à l’attention de Berenguer, où il annonçait son intention de se replier sur Ben Taïeb, si tel était possible,,, :

« [vos paroles] me font supposer que je n’ai pas réussi à donner à V. E. idée exacte situation où se trouvent mes troupes à Anoual : acheminements d’eau constamment attaqués, prévisiblement sanglants ; ma ligne d’approvisionnement et d’évacuation des blessés coupée par l’ennemi ; ne disposant plus de munitions que pour un combat, et compromettre mes soldats avec toutes conséquences. Prendrai des résolutions de la plus haute urgence, que je prendrai en acceptant entière responsabilité, ayant l’idée en principe de me retirer sur la ligne Ben Taïeb-Beni Said, reprenant positions dès que possible, où j’attendrai les renforts que V. E. m’envoie, avec Melilla comme port de déchargement. »

À dix heures du matin le même jour, il fit un rappel de ses ordres, en particulier l’interdiction pour les hauts commandants « de rien dire à leurs officiers, afin que cela ne vienne pas à la connaissance de la troupe et que ne survienne pas la panique, et de là, la désorganisation ». Avant d’engager la retraite, Silvestre ordonna à quelques positions dépendant du camp d’Anoual (Buimeyan, Talilit,...) de se replier sur Anoual (ou sur Afrau, dans le cas de Talilit), et d’accompagner les troupes en retraite vers Ben Taïeb. Ces replis présentaient cependant l’inconvénient de laisser isolées les positions de Sidi Driss et d’Afrau, enclavées sur le littoral. L’opération de retrait se passa sans planification précise, à l’insu de beaucoup de commandants, et en plein abattement moral. D’après la déposition du capitaine Valcarce, Silvestre communiqua verbalement ses instructions et, « sans se donner le temps de rassembler les unités, leur ordonna de se mettre en marche, en leur fixant des objectifs » sur le lieu même du départ, « le tout effectué dans le plus complet désordre » et « avec une extrême précipitation ».
Il commanda de mettre hors d’usage les quatre pièces de la batterie légère, de laisser le camp « dressé tel qu’il était auparavant », et, pour prévenir le déshonneur d’un sauve-qui-peut général, martela l’« interdiction absolue d’emporter des chargements d’équipages ». Faisant fi de cette dernière consigne, les officiers qui partirent les premiers à bord de voitures rapides transportèrent leurs bagages, bien visibles dans les voitures, offrant l’image d’une fuite avec effet dévastateur sur le moral des troupes.
Les Rifains passant peu après à l’attaque, la retraite prit bientôt l’allure d’une débandade, où un millier de combattants environ laissèrent la vie. En outre, nombre des survivants de la fuite d’Anoual allaient perdre la vie dans la suite, lors des retraites espagnoles successives, plus particulièrement dans le fort de Mont-Arouit, où quelque 3 000 soldats périrent assassinés par les Rifains après s’être rendus. Au total, 8 000 à 10 000 combattants de l’armée espagnole au Maroc, tant Espagnols qu’indigènes, furent tués pendant les journées du 22 juillet au 9 août, date à laquelle Arouit capitula.

#### Dernières heures de Silvestre
Pendant la débâcle d’Anoual, après avoir donné l’ordre de la retraite et d’évacuation de la position, Fernández Silvestre prit congé de tous ses subordonnés et refusa de quitter le fort,. Une fois sa résolution de rester prise, Silvestre perdit complètement de vue autant les principes élémentaires que ses hommes, et se voua à ses affaires particulières, confíant à son assistant une mallette avec ses décorations et ses cordons d’aide de camp du roi, en lui demandant de les emporter à Melilla. Il décida également que son fils, le jeune enseigne de cavalerie, Manuel Fernández Duarte, alors affecté dans une des unités de Regulares qui garnissaient le fort, devait prendre le chemin de Mellila, et chargea son aide de camp de le localiser, puis, leur cédant son propre véhicule léger, leur enjoignit de partir sans attendre et de tenter de briser l’encerclement pour arriver à Melilla. Ensuite, il pria ses collaborateurs immédiats de prendre le départ à leur tour et de le laisser seul, avant de se tourner vers le talus de rempart, où on le vit, le tronc à découvert, se tenir debout pendant plusieurs minutes, l’air hagard, auprès d’une porte visée par un feu ennemi nourri.
Dans les derniers jours de la bataille, Silvestre s’était mis à manifester des signes d’une grave perturbation psychique : il souffrait d’une insomnie complète, avait totalement perdu l’appétit, se mit à parler seul, conversant parfois avec des entités inexistantes, négligeait son apparence physique, mordillait ses moustaches de façon obsessionnelle, distribuait des ordres incongrus, disait des choses dénuées de sens et montrait des signes de panique constante, ayant des sursauts nerveux quand p. ex. ses hommes lui adressaient la parole. Il devenait de plus en plus incohérent et vers la fin se bornait à rester penché sur un remblai, à plusieurs mètres de hauteur, d’où il assistait horrifié aux attaques rifaines, et où, selon le témoignage de son chef d’état-major, « s’avisant de l’immensité de la catastrophe, il paraissait étranger au danger, et, se tenant à l’une des sorties du camp général, restait exposé au feu intense, silencieux et insensible à tout ce qui l’entourait ». Il avait donné finalement, peu avant de mourir, son tout dernier ordre, criant à ses hommes : « Courez, courez, car voici venir le croquemitaine ! », ce qui s’accorde assez bien, estime Juan Pando, « avec son penchant pour le défi et l’humour devant la mort »,.
La dernière personne à l’avoir aperçu en vie le 22 juillet à 11 h 5 serait le lieutenant-colonel Eduardo Pérez Ortiz, qui se souvient l’avoir vu debout, ferme à son poste, faisant feu avec son pistolet sur les harkis qui avaient commencé à prendre d’assaut le camp,. Un autre caporal, Miguel Martín, vit Silvestre, peut-être un peu avant sa mort, qui « était sous la porte, accompagné du colonel de cavalerie Manella, les mains appuyées sur les hanches et son pistolet dans la main droite, regardant comment toutes les forces défilaient ». Pour sa part, Valcarce décrit Silvestre comme se trouvant dans un état de « totale inconscience », ce que Hernández Mir a mieux caractérisé comme un état « d’aboulie, d’insensibilité, de déchéance », pendant que Pérez Ortiz le décrit comme « ayant les sourcils froncés, mais très serein, impassible ».
Il existe de nombreuses versions de la mort de Silvestre, dont quelques-unes romanesques. Il est généralement admis qu’il trouva la mort le 22 juillet 1921 au camp d’Anoual, mais dans des circonstances non totalement élucidées ; en particulier, son corps n’a pas été retrouvé, ce qui eut l’effet d’alimenter pendant un temps des récits fantaisistes et des rumeurs sans fondement, dont une notamment d’après laquelle il aurait survécu, se serait converti à l’islam et aurait, mettant à profit ses compétences militaires, mis sur pied et commandé un bataillon de combattants rifains, à la tête duquel il aurait dirigé une rébellion dans le Maroc français. Après la reconquête du territoire par les troupes espagnoles, soldats et officiers firent tous les efforts possibles pour trouver trace de Silvestre ou, à tout le moins, de découvrir sa dépouille, mais ce fut en vain. Son corps a pu se retrouver au milieu de la foule des cadavres de soldats espagnols tués à Anoual, cadavres dont beaucoup furent brûlés à l’aide de pétrole par les Rifains.
Une version porte que, voyant le désastre en cours, il se retira dans sa tente de campagne et se suicida pour éviter d’être capturé ; c’est du reste ce qu’Abdelkrim allait affirmer des années plus tard, encore que son lieutenant Azerkane ait déclaré à González Ruano qu’il fut tué par des Rifains,. Il est vrai que Fernández Silvestre lui-même avait de son vivant souvent évoqué cette éventualité, en clamant chaque fois : « jamais ils ne me prendront vivant ». Sachant qu’il se trouvait debout et à découvert derrière le rempart, au plus fort de la fusillade, le plus logique serait d’admettre qu’une balle rifaine ait mis fin à sa vie.
À l’encontre du témoignage de Pérez Ortiz, il semble que les dernières personnes à avoir vu Silvestre en vie aient été un très jeune lieutenant du génie et un caporal télégraphiste. En sa qualité de général en chef d’une armée en campagne, Silvestre avait à sa disposition, non loin de sa tente de commandant, une station de radiotélégraphie de marque Telefunken, que manœuvraient le lieutenant Manuel Arias-Paz et le caporal Manuel de Las Heras. Silvestre, après avoir pris congé de son fils et de tout son état-major en leur ordonnant de quitter la place et de se sauver, n’avait plus alors auprès de lui que le lieutenant et le caporal, à qui il donna l’ordre de détruire la station de radiotélégraphie et de tenter aussitôt de s’échapper,. Nombre d’années plus tard, l’historien Pando Despierto a pu recueillir les déclarations faites par Las Heras au chef de l’atelier où il était alors employé, l’ingénieur Joaquín López Ferrer, qui les lui rapporta à son tour :

« La station une fois détruite, le lieutenant Arias et moi avons enfourché une vieille motocyclette qui se trouvait garée près de la tente du général. Les alentours continuaient à être fouettés par l’incessant feu rifain […] Il fallait partir. Nous avons tous deux tourné notre regard vers Silvestre et vu comment il entrait dans sa tente. Nous avons démarré et, alors que nous ne nous étions pas éloignés de cinquante mètres, nous avons entendu retentir un coup de feu dans la tente du général. Il ne fait pas de doute que celui-ci s’est suicidé. »

Arias et Las Heras réussirent à s’échapper et à atteindre la position de Dar Drius, et de là Mont-Arouit.
Le sous-officier García Bernal raconte que pendant la retraite, alors qu’il commandant un détachement de sa compagnie, le tout dernier détachement à quitter le camp d’Anoual, qu’il avançait par un ravin proche de la position C, et qu’il s’apprêtait à escalader la côte d’Issoumar, à 1 300 mètres d’Anoual, il rencontra et recueillit Silvestre et son quartier général ; c’est alors, relate-t-il, qu’on « donna un cheval au général Silvestre pour qu’il le monte, mais il ne voulut pas l’accepter. Il parcourut tranquillement à pied le trajet d’Anoual à la position intermédiaire [=la position C] »,,.

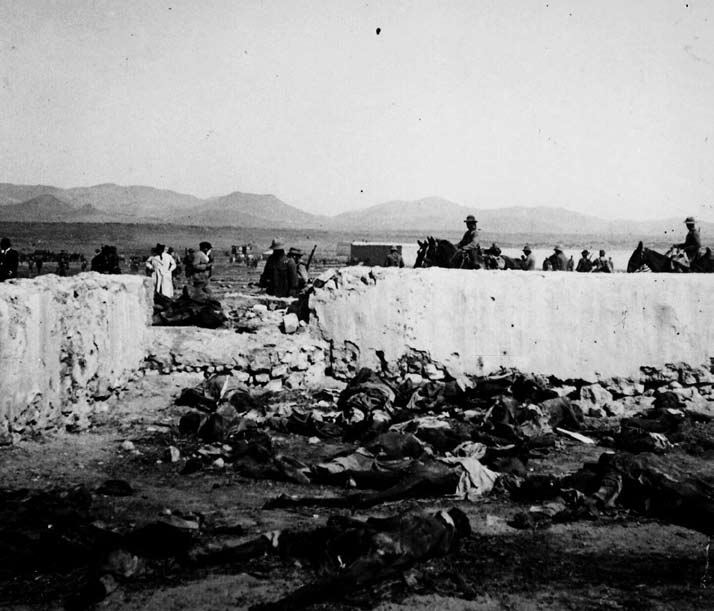
Cadavres de militaires espagnols trouvés à Mont-Arouit.

Il existe deux autres versions encore, d’origine rifaine, mais non concordantes. La première émane de Sidi Mohamed Azerkane, suppléant et émissaire d’Abdelkrim auprès des Espagnols, appelé par ceux-ci Pajarito (« l’Oisillon »), et la deuxième d’Abdelkrim lui-même. Selon Azerkane, Fernández Silvestre trouva la mort

« d’une façon assez banale. Une mort vulgaire, qui assurément ne lui seyait pas. Lors de la retraite que les Espagnols avaient entamée dans le Rif, il s’est passé que dans la kabila de Tensamane, ou plutôt sur ses confins, pendant que le général cheminait derrière son armée débandée par la surprise, quelques Rifains ont tiré sur lui. Je l’ai vu mort, lorsque j’ai ordonné que tous soient enterrés, Maures et Chrétiens de la même façon,. »

Abdelkrim quant à lui déclara en 1954 au journaliste espagnol Fernando P. de Cambra :

« Le général Fernández Silvestre s’est suicidé à Anoual quand il a vu que la place ne pouvait pas résister plus longtemps. C’était un soldat brave qui n’admettait pas la défaite. Peut-être était-il trop impulsif. J’ai tenu entre mes mains sa ceinture,. »

Interrogé sur le même sujet par l’écrivain français Jacques Roger-Mathieu, Abdelkrim déclara que parmi les effets personnels de Silvestre, les galons et la bandoulière de son uniforme avaient été les seuls à avoir été récupérés, et qu’après que ces objets lui eurent été apportés par quelques-uns de ses soldats rifains, il (Abdelkrim) s’en revêtit victorieusement,,. Un autre témoignage a été apporté par un messager marocain, qui assure avoir vu, huit jours après la bataille d’Anoual, en venant de Kaddour Nadar, le cadavre de Silvestre étendu au sol, sur le ventre, reconnaissable à ses galons et à son écharpe.
Est à signaler encore le témoignage, certes impossible à vérifier, d’un collaborateur très proche d’Abdelkrim, qui rapporte que Silvestre était parti d’Anoual avec deux accompagnateurs, et que lorsqu’il montait la côte vers Jebel Issoumar, un Beni Oulichek lui tira, de derrière un bouquet de figuiers de Barbarie, un coup de feu qui le blessa ; Silvestre aurait alors saisi son revolver et visé le Rifain, mais aurait péri d’un tir dans la tête décoché par le même Rifain ; ses accompagnateurs auraient également été tués.
Enfin, il existe le témoignage de Miguel Mendaño, civil fait prisonnier par la harka. Après sa libération, il assura qu’à partir du 25 juillet 1921, durant quatre jours, « sur ordre d’Abdelkrim, et avec beaucoup d’autres prisonniers, on a ratissé campement après campement, baraquement après baraquement, pierre par pierre, à la recherche du général Silvestre, mort ou vif. Dans la zone espagnole, on n’a trouvé ni le cadavre, ni la personne dudit général ». La cause pourrait en être qu’il avait été décapité, dans la croyance que l’on pouvait ainsi empêcher l’âme d’un mort d’accéder au paradis.

### Suites

#### Reflux espagnol vers Dar Drius et Mont-Arouit
Dans l’après-midi du 22 juillet 1921, le général Navarro, second dans la hiérarchie de la Comandancia de Melilla, prit sur ordre de Silvestre le commandement des troupes d’Anoual et les conduisit jusqu’à Dar Drius, d’où il ordonna la retraite le lendemain 23 juillet, confiant d’atteindre avec toutes ses unités le fort du Mont-Arouit, situé à seulement 38 kilomètres de Melilla. Toutefois, les Rifains ne cesseront, depuis les coteaux de la rivière Igane, alors à sec, d’attaquer les Espagnols,.
Le 22 juillet, Berenguer, ayant fini par s’aviser de la situation désespérée du Rif, fit appel le 24 juillet aux bataillons I et II de la Légion, qui, en provenance du pays Jbala et sous les ordres des commandants Franco et Fontanés, débarquèrent dans le port de Melilla deux jours après la chute d’Anoual.

#### Rapport Picasso et procédure judiciaire
Au lendemain de ce qu’il est convenu d’appeler en Espagne « le désastre d’Anoual », le général de division Juan Picasso, membre du Conseil suprême de la Guerre et de la Marine, fut chargé, en vertu d’un ordre royal, de mener « au titre de juge d’instruction, une enquête écrite de nature politique [gubernativo], dans le but d’élucider les prémisses et les circonstances qui ont conduit à l’abandon des positions [militaires] », et entama ses activités le 4 août 1921.
Dans le rapport d’instruction rédigé par Picasso en juillet-août 1921 et remis au Congrès en avril 1922, l’action de Fernández Silvestre était qualifiée de « téméraire », et celle de Berenguer taxée de « négligence ». Picasso, tout en mettant en exergue dans son rapport des « actes héroïques sublimes », requit l’inculpation d’une quarantaine d’officiers pour « négligences effarantes et lâchetés infâmes ». Le général auditeur Ataúlfo Ayala López dressa, à l’issue d’une instruction judiciaire ultérieure, un acte de mise en accusation contre les généraux Berenguer et Navarro.
Pour sa défense, Berenguer soutint que la mission de Picasso consistait seulement à examiner si Silvestre avait utilisé à bon ou mauvais escient les forces dont il disposait. Sa position était de considérer qu’il n’avait rien à voir avec le désastre, et que la faute en incombait exclusivement à Silvestre et de « cette armée-là », c’est-à-dire celle de Melilla, perdant de vue que celle-ci se trouvait aussi sous ses ordres. Devant le Sénat, le 14 juillet 1922, après avoir déclaré que « j’étais convaincu que mon compagnon, mon pauvre compagnon, avait fait tout ce qui était possible pour sauver la situation militaire », il ajouta qu’« il a été pris d’un égarement […] et, indubitablement, il a été rendu fou par la perte d’Ighriben, après celle de Dhar Ubarran, on ne peut l’attribuer qu’à des causes maladives, ce n’est pas une défaillance militaire » — argumentation tendant à poser que Silvestre était le coupable, mais non le responsable, parce qu’il n’avait pu supporter la tension et avait perdu la raison.
L’affaire fut débattue en séance aux Cortes, par quoi elle acquit une dimension politique. Ainsi, le 27 octobre 1921, Indalecio Prieto, alors député socialiste, prit la parole, critiqua d’abord, à l’instar d’autres députés de tout l’éventail politique, les scandales découverts à Melilla, avant de pointer qu’« il y a assurément une responsabilité très diffuse et étendue, mais aussi des responsabilités personnelles très concrètes », et de remarquer ensuite que « plût au ciel que [Silvestre] n’eût jamais été » à la maison militaire du roi ; plus loin, il souligna que Berenguer était opposé à des avancées excessives, pour ajouter : « Qui alors autorisa l’opération contre Al Hoceïma ? […] C’est le roi ». Une thèse similaire fut développée le 3 novembre par Julián Besteiro, lui aussi socialiste. En dépit de la mise en garde du président des Cortes Sánchez Guerra, lui rappelant que « non, on ne peut pas parler des actes du roi », Besteiro remit sur la table le fameux et très commenté voyage de Silvestre à Valladolid, et souligna que « l’action au Maroc était le fondement de ce régime » et que « ce n’est pas l’Espagne qui est allée au Maroc ; c’est la monarchie espagnole qui est allée au Maroc, c’est le roi qui y est allé, nous autres non ».
En octobre 1921, le juge d’instruction Ayala se heurtait à une difficulté, à savoir que des trois mis en cause, le premier, Navarro, était captif d’Abdelkrim, le second, Silvestre, avait disparu alors que tous les indices laissaient à penser qu’il était mort, et le troisième, Berenguer, en raison de son statut de sénateur à vie nommé par le roi échappait pour l’heure à sa compétence juridique. À l’ouverture du procès le 19 novembre, le procureur militaire désigné José García Moreno indiqua que « les inculpés sont trois, mais que dans le cas de Silvestre, la procédure doit être classée sans suite en raison de son décès, certifié par le registre d’état civil de Melilla ».
Le 26 juin 1922, García Moreno prononça son réquisitoire, et le 28 juin, ce fut le tour de Romano, procureur général (togado). La conclusion de García Moreno porte que, outre les 37 dépositions recueillies par Picasso, « dont la majorité indiquent ou peuvent indiquer des responsabilités », 40 autres cas sont susceptibles d’« être considérés objets de poursuites pénales ». Les trois derniers cas sont ceux de Navarro, « au motif de l’inexplicable retraite de Drius […], l’ordre d’abandon de positions […] et la reddition de Mont-Arouit » ; de Silvestre « au cas où il est encore en vie, pour l’abandon d’Anoual et la perte des positions » ; et de Berenguer, en sa qualité de général en chef. Le procureur général se contenta d’exprimer « son accord total » avec son collègue.
La sentence fut prononcée le 26 juin 1922, laquelle, pour ce qui a trait à la conduite des généraux, apparaît avant tout comme un acte d’accusation contre Silvestre. Anoual avait été choisi de la pire manière : « dans un vallon clos, sans route pour avancer ou reculer, ou pour communiquer avec l’arrière-garde, véritable cul-de-sac […], dominée de toutes parts, [la position] avait des lignes de front bordant des espaces hors de portée des tirs et un point d’eau dans un ravin, sous le feu de l’ennemi […], ne réunissant pas par conséquent les conditions pour devenir camp général » ; Silvestre poussa vers Dhar Ubarran sans « ordre exprès du général en chef », la colonne qui avait installé la position se retira « prématurément et précipitamment », et la garnison en était inadéquate. Le verdict retint comme cause de sa perte « la défection de la harka amie et des autres forces indigènes », allant jusqu’à suggérer qu’à la suite de ce revers, le commandant général eût dû être relevé de ses fonctions. L’occupation d’Ighriben « vint compliquer davantage encore la situation, avec un nouveau poste avancé sujet aux assauts de l’ennemi en phase de croissance ». Est mentionnée aussi « la dépression morale » de Silvestre à Anoual, qui est décrit comme « ayant perdu toute confiance, hésitant […] [et] contradictoire », et accusé d’avoir décidé la retraite « sans prévoyances concrètes pour les différentes forces, sans objectifs déterminés, au milieu d’un désarroi et d’une confusion les plus indescriptibles ». Enfin, il fait allusion à « son tempérament très spécial […], impressionnable, pétri d’amour-propre, rongé par le souvenir de son artillerie perdue à Dhar Ubarran et travaillé par des désirs de revanche — tempérament qui dans ces circonstances difficiles peut, prévisiblement et d’un point de vue rationnel, comporter des périls ». En considération de quoi Berenguer, alors encore haut-commissaire, fut censuré par le tribunal, celui-ci disant avoir été « frappé d’incompréhension et surpris » par ce qui s’est produit, et par ses « inexplicables indifférence et méconnaissance » devant les demandes d’aide angoissées que Silvestre lui adressa d’Anoual ».
L’amnistie de 1924 signée par le roi sous la dictature de Primo de Rivera allait exonérer Berenguer et tous les officiers mis en cause — hormis Navarro, déjà exempté de toute poursuite dans un procès antérieur — et leur faire bénéficier chacun d’un non-lieu ou d’une grâce du roi.

#### Destin du fils de Silvestre
Sur le départ d’Anoual du fils de Fernández Silvestre, l’enseigne (alférez) Manuel Fernández-Silvestre y Duarte, plusieurs versions discordantes ont cours. Aux dires de l’intéressé lui-même, il « quitta Anoual à la tête de sa section, sans avoir reçu quelque ordre que ce soit du commandant général » ; mais arrivé à Ben Taïeb, « se sentant malade, […...] et sans qu’il en ait été exactement conscient, il fut mis dans une automobile rapide pour être évacué sur la place [de Melilla] ». En contradiction avec cette déposition, Alzugaray assura qu’il eut « ensuite l’occasion de le rejoindre, non dans n’importe quelle voiture, mais dans l’automobile même du commandant général, dans laquelle il [Manuel Fernández-Silvestre] voyageait en direction de la place »,. Le lieutenant Gilaberte fut témoin de l’arrivée des deux à Dar Drius, en compagnie du capitaine Carrasco, vers deux heures de l’après-midi, parmi les premiers fugitifs ; Carrasco resta à Drius, et fit part à son lieutenant, Civantos, « qu’il était arrivé en automobile, en accompagnant le fils du commandant général, car le général Silvestre l’avait ordonné ainsi ». Quoi qu’il en soit, le récit du fils Fernández-Silvestre, peu vraisemblable, ne fut pas cru par Picasso, qui tenait pour avéré le précoce départ de l’enseigne, comme l’atteste la procédure judiciaire qu’il engagea contre lui, encore que l’affaire ait finalement été définitivement classée sans suite en septembre 1924.
Hanté par la mort de son père à Anoual, Manuel Fernández-Silvestre participa au lendemain de la reprise de la position par l’armée espagnole en mai 1926 aux recherches (infructueuses) des restes de son père. Poursuivant ensuite sa carrière militaire, il avait rang de capitaine au moment où il rallia le putsch (avorté) de Sanjurjo d’août 1932 ; dégradé, il fut confiné à Villa Cisneros, dans le Sahara espagnol. Désormais sans but déterminé, il se trouvait être à Madrid au moment du soulèvement du 18 juillet 1936, à la caserne María Cristina, que commandait le colonel López Ruiz. Quand la caserne fut attaquée par les républicains et que toute défense était devenue vaine, Manuel, sur ordre de López Ruiz, s’échappa en se faufilant parmi les assaillants, pendant que le colonel était capturé, puis fusillé le 13 septembre 1936. Après quelques jours passés à errer dans Madrid de cachette en cachette, Fernandez-Silvestre réussit à s’enfuir et à trouver refuge à Villaviciosa de Odón, paisible village au sud-ouest de Madrid, en compagnie d’un lieutenant d’artillerie insurgé de 24 ans, Manuel Gutiérrez Mellado, futur ministre de la Défense après la Transition. Tous deux étaient membre de la Phalange et furent recueillis par le cousin de Gutiérrez Mellado, avocat de profession. Fernandez-Silvestre traversa la ligne de front de la guerre civile alors en cours et se laissa enrôler dans les troupes nationalistes. Promu commandant, il fut placé à la tête d’une bandera (bataillon) de phalangistes et trouva la mort au combat au printemps 1937, sur le front du Tage, où les deux camps ennemis avaient engagé en masse leur infanterie et leur artillerie.